# Abolición de la Inquisición española

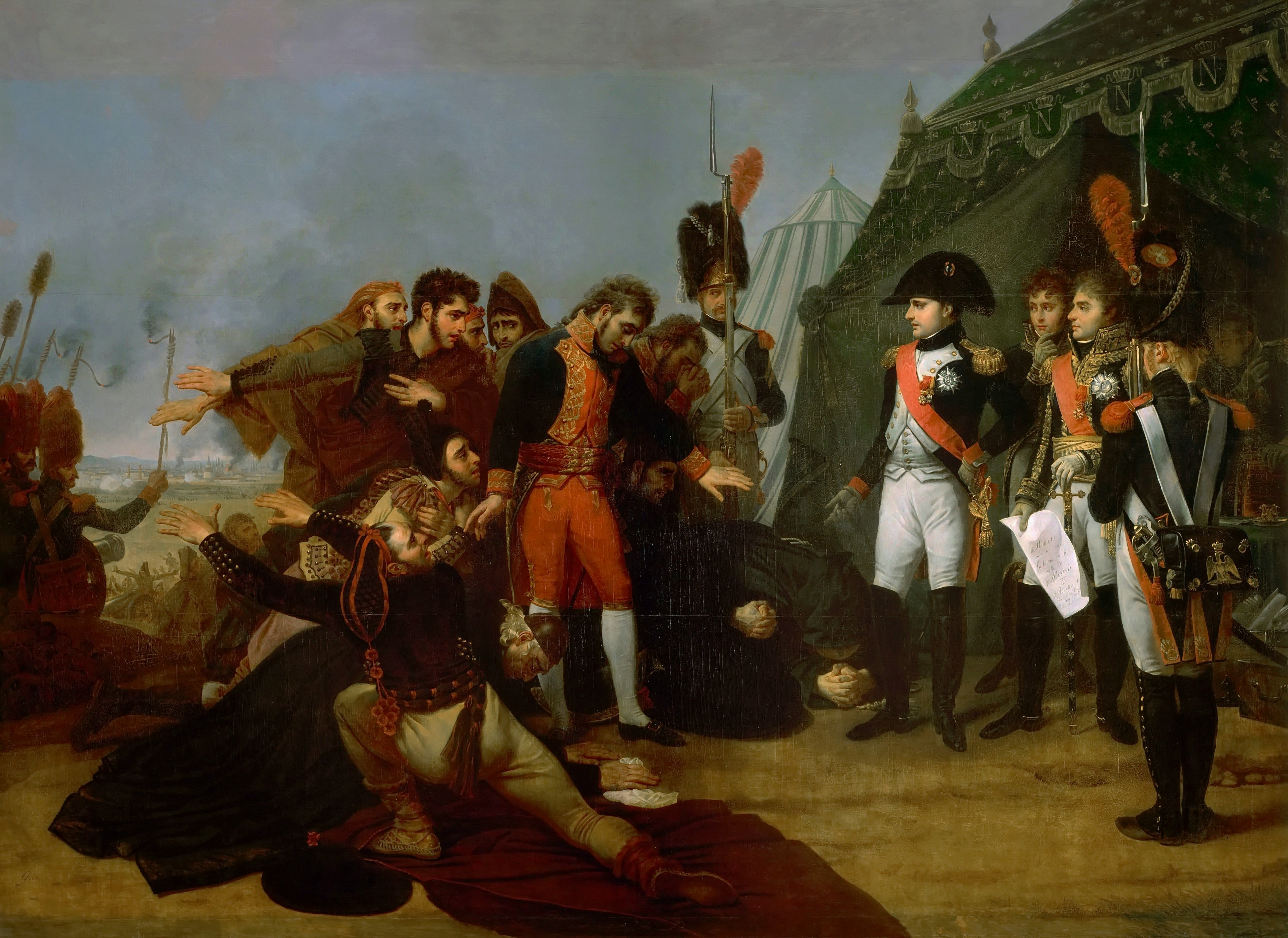
Napoleón acepta la rendición de Madrid, 4 de diciembre de 1808 (1810), óleo sobre tela de Antoine-Jean Gros

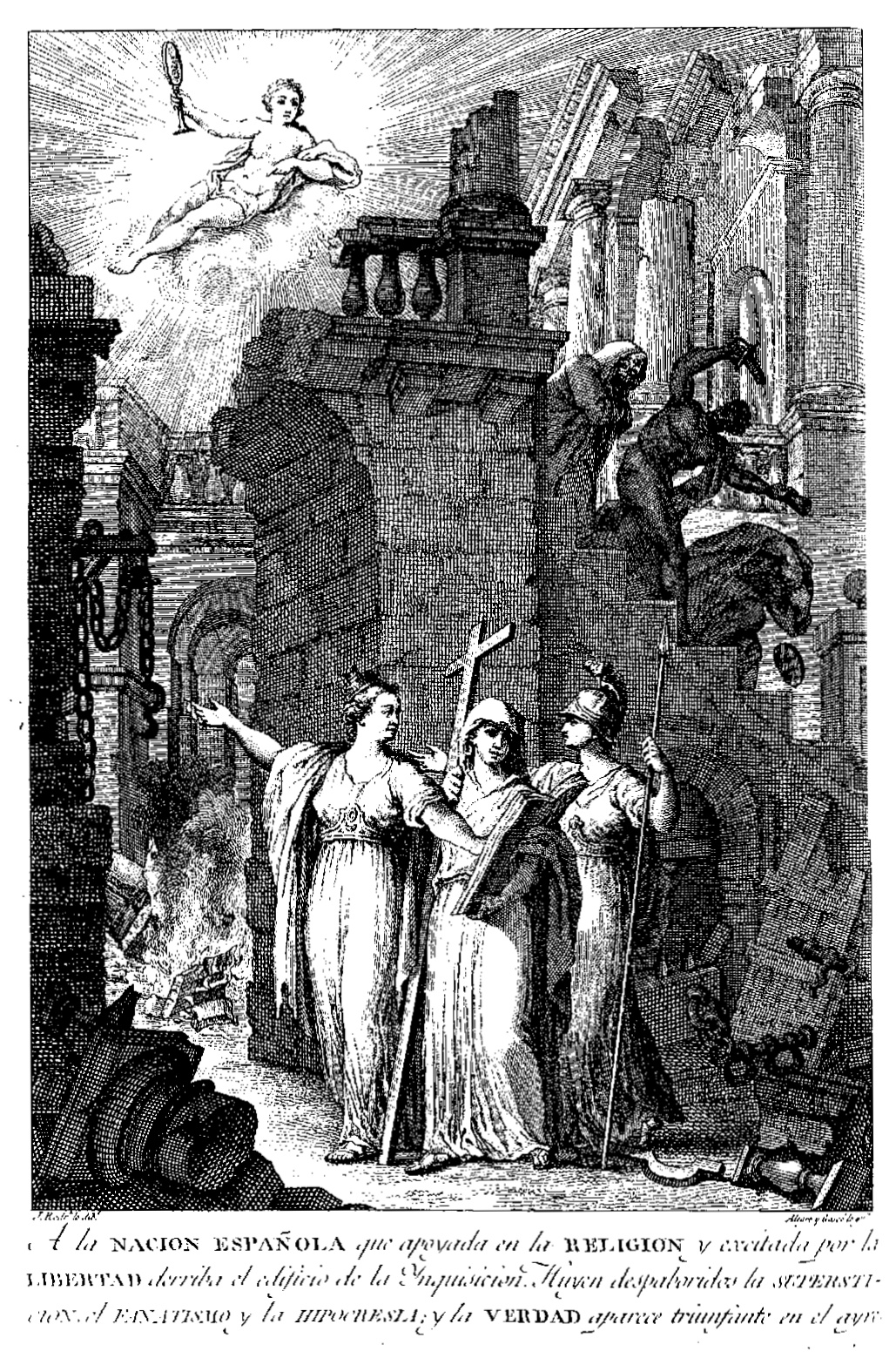
Alegoría de la abolición de la Inquisición por las Cortes de Cádiz. Grabado de Manuel Alegre y Pedro Nolasco Gascó por dibujo de Antonio Rodríguez Onofre con el que apareció ilustrado el texto impreso de la Discusión del proyecto de decreto sobre el Tribunal de la Inquisición, Imprenta Nacional, Cádiz, 1813. Inscripción: «A la NACIÓN ESPAÑOLA que apoyada en la RELIGIÓN y excitada por la LIBERTAD derriba el edificio de la Inquisición. Huyen despavoridos la SUPERSTICIÓN, el FANATISMO y la HIPOCRESÍA; y la VERDAD aparece triunfante en el ayre». Biblioteca Nacional de España.

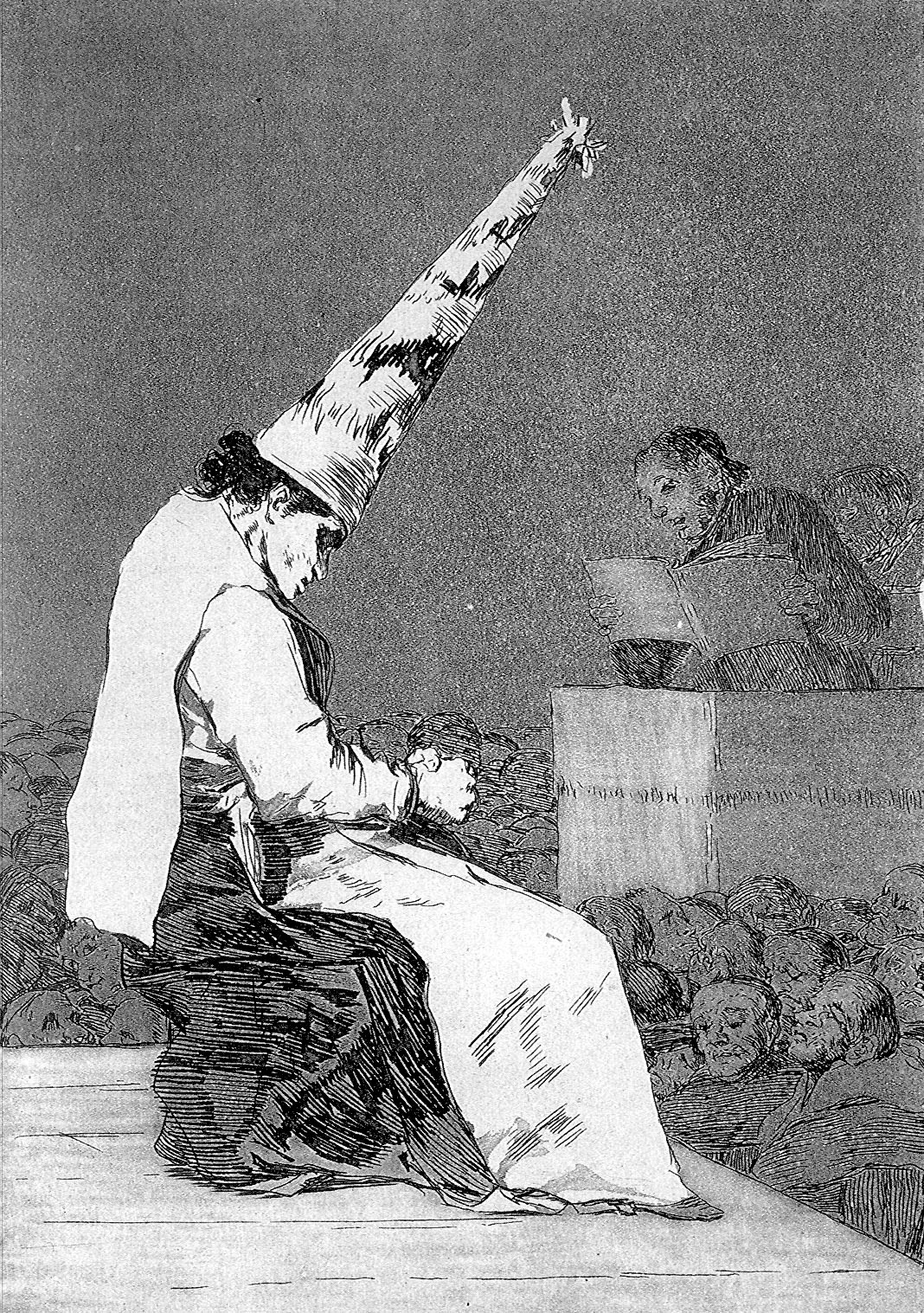
Reo de la Inquisición española, con coroza y sambenito en un auto de fe en el momento en que un inquisidor lee la sentencia. Grabado n.º 23 de la serie Los Caprichos de Francisco de Goya.

La  abolición de la Inquisición española se produjo en cuatro tiempos. En diciembre de 1808 la Inquisición española fue suprimida por Napoleón Bonaparte mediante los decretos de Chamartín que se aplicaron en la España «afrancesada», mientras que en la España «patriota» la abolición se produjo varios años después, por las Cortes de Cádiz el 28 de febrero de 1813. En julio de 1814 fue restaurada por el rey Fernando VII junto con todo el Antiguo Régimen al ordenar que «se quitasen de en medio del tiempo» los acuerdos de las Cortes, pero el 9 de marzo de 1820 fue de nuevo suprimida por el mismo rey, obligado por el triunfo del pronunciamiento de Riego que restableció la Constitución de 1812. Tras la recuperación de sus poderes absolutos en octubre de 1823 —gracias a la intervención de los Cien Mil Hijos de San Luis que pusieron fin al Trienio Liberal—, Fernando VII no restableció la Inquisición —en su lugar funcionaron en algunas diócesis unas Juntas de Fe—. En julio de 1834, al inicio de la Regencia de María Cristina de Borbón, el gobierno liberal moderado de Francisco Martínez de la Rosa aprobó un decreto cuya disposición primera decía: «Se declara suprimido definitivamente el Tribunal de la Inquisición». Fue la cuarta y última abolición de la Inquisición en España.

## Antecedentes: la Inquisición española en elsigloXVIII

### ¿Decadencia de la Inquisición?
Existen discrepancias entre los historiadores a la hora de valorar la actividad inquisitorial en el siglo XVIII d. C. ya que mientras algunos hablan de «declive» del Santo Oficio, sobre todo en su segunda mitad, otros prefieren utilizar términos como «acomodación» y «reconversión». Ciertamente en el siglo XVIII d. C. hubo una disminución de la actividad de la Inquisición y los privilegios de los inquisidores fueron cuestionados y algunos suprimidos, como la exención de pagar impuestos o de alojar tropas. Asimismo con el paso del tiempo también dejaron de leerse los edictos de fe y de celebrarse los autos de fe generales (el último tuvo lugar en Sevilla en 1781 en el que fue condenada a muerte una mujer por fingir revelaciones divinas y por mantener relaciones sexuales con sus confesores, uno de los cuales, el que la delató, fue condenado por el delito de solicitación). Sin embargo, la Inquisición aún mantuvo a lo largo del siglo XVIII d. C. un notable nivel de actividad y solo a partir de 1780 se produce una considerable caída del número de casos, aunque entre esa fecha y 1820 fueron denunciadas a la Inquisición unas 50.000 personas.

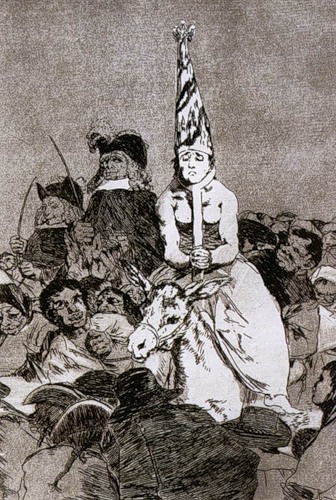
Condenada por la Inquisición española que lleva una coroza con dibujos de llamas lo que significa que va a ser quemada en la hoguera por hereje (grabado de la serie Los Caprichos de Francisco de Goya).

En lo que sí existe un cierto consenso entre los historiadores que han investigado el tema más recientemente es en el hecho de que en el siglo XVIII d. C., sobre todo en su segunda mitad, se produjo un cambio en los delitos de los que se ocupó la Inquisición. Como casi habían desaparecido los «herejes» que habían sido su objetivo principal –judaizantes, protestantes y moriscos—, el Santo Oficio se centró ahora en los defensores de las nuevas ideas ilustradas y en los delitos considerados como «menores», como la blasfemia, las beatas, las supersticiones, el curanderismo, la bigamia, y otras prácticas contrarias a la moral católica, de manera muy especial la «solicitación». Así pues, «en el siglo XVIII d. C. la Inquisición se convirtió en vigilante de la moral católica y en enemiga de las nuevas ideas» –precisamente en la segunda mitad del siglo XVIII d. C. el delito más frecuente fue el de proposiciones: «las afirmaciones, dichos o expresiones interpretables en sentido no católico o heterodoxo»—.
Fueron objeto de especial vigilancia por la Inquisición los clérigos y laicos, tildados por sus oponentes de jansenistas, que defendían la reforma «ilustrada» de la religión basada en una vivencia más interior de la fe, haciéndola más racional mediante la eliminación de las prácticas supersticiosas y de la pompa externa del culto, y que asimismo propugnaban cambios en la organización de la Iglesia, de acuerdo con los planteamientos episcopalistas muy extendidos en la Europa de la época, lo que ponía en cuestión la existencia misma de la Inquisición, ya que se consideraba que eran los obispos quienes debían ocuparse de las cuestiones morales y de fe.

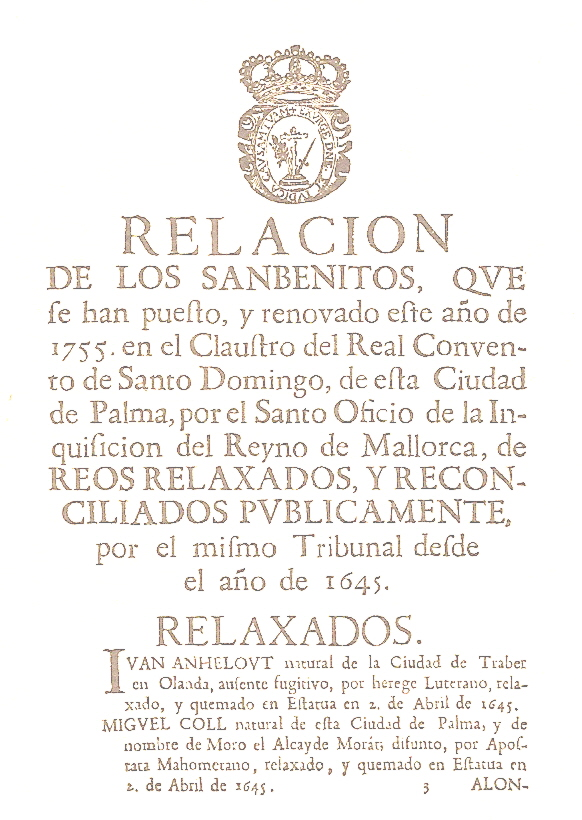
Primera página de la «Relación de los sanbenitos que se han puesto, y renovado este año de 1755, en el Claustro del Real Convento de Santo Domingo, de esta Ciudad de Palma, por el Santo Oficio de la Inquisición del Reyno de Mallorca, de reos relajados y reconciliados públicamente por el mismo Tribunal desde el año 1645».

En consecuencia muchos escritores, políticos, militares y clérigos fueron acusados por la Inquisición y pasaron por sus cárceles, aunque en la mayoría de los casos no se llegó a emitir sentencia. Para algunas personas el paso por los calabozos inquisitoriales les causó daños irreparables, como al agustino Pedro Centeno que enloqueció y pasó el resto de sus días recluido en un convento, por lo que el problema «no consistió tanto en recibir una sentencia condenatoria como en vivir en un estado de permanente incertidumbre».
Prueba de ello fue el proceso al que fue sometido el ilustrado y funcionario de Carlos III de España Pablo de Olavide condenado en 1778 a ocho años de reclusión en un convento, aunque a los dos años se escapó, por «hereje, infame y miembro podrido de la religión», lo que alimentó el descrédito de la Inquisición en España y en el resto de Europa.
La Inquisición «suavizó» algo sus métodos, intentándose adecuar a los nuevos tiempos. En 1748 suprimió la pena de galeras y por esas mismas fechas se abandonó la costumbre de colgar los sambenitos de los condenados en las iglesias para perpetuar la infamia de su pecado en sus descendientes. También se hizo menos riguroso el trato a los reos en las cárceles secretas aunque no se abandonó el uso de la tortura para obtener las confesiones.
La primera razón de la introducción de estos cambios fue el avance de las ideas ilustradas que no dejó de afectar a la Inquisición —algunos inquisidores, como Felipe Bertrán, inquisidor general entre 1775 y 1783, compartieron las nuevas ideas, aunque la mayoría se opuso a ellas—. La segunda fue la política regalista de la monarquía borbónica que se propuso la reforma de la Inquisición, lo que dio lugar a bastantes conflictos entre el Santo Oficio y la Corona, aunque nunca se planteó su abolición. El objetivo de la monarquía lo resumió el conde de Floridablanca, ministro de Carlos III, en su conocida Instrucción reservada de 1787:

[La primera obligación del rey de España consiste en] proteger la religión católica en todos los dominios de esta vasta monarquía... combinando el respeto debido a la Santa Sede con la defensa de la preeminencia y autoridad real.

### La política borbónica respecto de la Inquisición

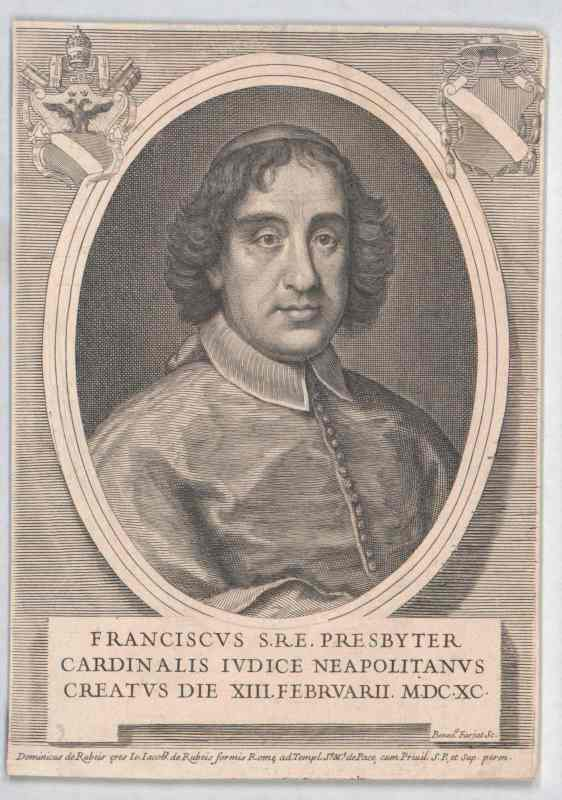
Francesco del Giudice, inquisidor general durante el reinado de Felipe V de España.

Felipe V recibió el apoyo total de la Inquisición durante la guerra de sucesión española, pero al finalizar ésta encomendó a Melchor de Macanaz, fiscal del Consejo de Castilla, un informe para reforzar la autoridad del rey en el Santo Oficio. El motivo del encargo fue la oposición del inquisidor general Francesco del Giudice al informe presentado al rey por Macanaz en diciembre de 1713 en el que formulaba propuestas para limitar la influencia del papa en la Iglesia católica española. La reacción de Felipe V fue destituir inmediatamente al inquisidor general y ordenar el informe a Macanaz.

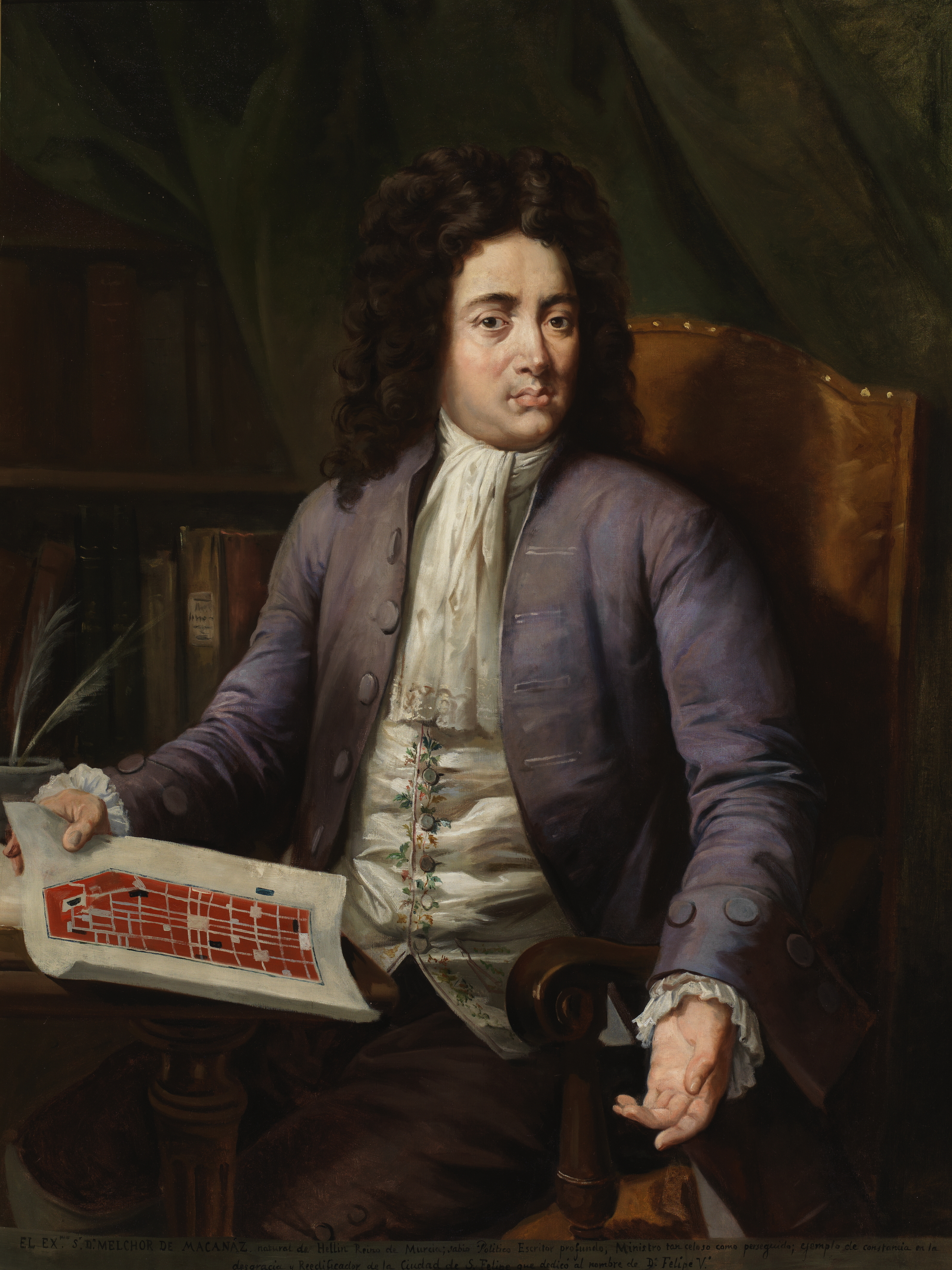
Melchor Rafael de Macanaz.

En el informe sobre la Inquisición Macanaz advirtió al rey que el Santo Oficio había invadido prerrogativas que correspondían a la Corona y que había adquirido un grado de autonomía y de inmunidad difícilmente tolerable para un monarca absoluto. Lo que propuso Macanaz no fue abolir la institución sino reforzar la autoridad del monarca en ella, reduciendo su ámbito de competencias a los asuntos estrictamente espirituales, y subordinándola a los tribunales reales a la hora de calificar los delitos, todo ello en el contexto de una política claramente regalista.
Sin embargo, la propuesta de Macanaz no salió adelante porque la opinión de los consejeros de Felipe V estaba dividida sobre la cuestión de la Inquisición y porque Macanaz acabó cayendo en desgracia en la corte y fue desterrado del reino en 1715 –no se le autorizó a volver hasta dos años después de la muerte de Felipe V en 1746, permaneciendo en prisión hasta su fallecimiento en 1760—.
A partir de entonces, la actitud de los ministros borbónicos respecto de la Inquisición puede calificarse como ambigua pues se le pide que se siga ocupando de la defensa de la ortodoxia católica y al mismo tiempo que contribuya a erradicar determinadas prácticas «supersticiosas» que dificultan el avance de las luces. Así se nombran prelados ilustrados para el cargo de inquisidor general, como el caso de Felipe Bertrán, obispo de Salamanca, nombrado en 1764, mientras que los escalones inferiores de la institución sigue estando integrados por «clérigos ignorantes agarrados a su pobre pitanza y a sus privilegios».
Al mismo tiempo se va extendiendo lo que Henry Kamen ha llamado «desengaño» ante la Inquisición causado, entre otras razones, por el contacto con el mundo exterior. Un farmacéutico detenido en 1707 por la Inquisición en La Laguna (Tenerife) declaró

que en Francia se podía vivir porque allí no abía ni ay la estrechez y sujeción que ay en España y en Portugal, porque en Francia no se procura saber ni se sabe quién es cada uno, de qué religión es y profesa, y que assí el que vive bien y sea hombre de bien sea lo que fuere.
Kamen (2011, p. 304)

Las primeras medidas efectivas para sujetar más firmemente la Inquisición a la Corona se tomaron durante el reinado de Carlos III. La ocasión surgió cuando el inquisidor general Manuel Quintano Bonifaz prohibió la circulación de la obra del francés Mesenguy Exposición de la doctrina cristiana por considerarla jansenista –así había sido declarada en un breve pontificio—, a pesar de que el libro había obtenido la licencia real. Cuando el rey le ordenó que levantara la prohibición, el inquisidor general se negó por lo que fue desterrado de la corte. Poco tiempo después el rey promulgó una real cédula de 1768 en la que se limitaban las competencias de la Inquisición en la censura de libros. Cuando el inquisidor reaccionó contra esa medida los fiscales del Consejo de Castilla, Pedro Rodríguez de Campomanes y José Moñino, futuro conde de Floridablanca, le recordaron que su autoridad provenía del rey y dejaron entrever que la Inquisición podía ser suprimida «si lo pidiese la utilidad pública». Dos años después, otra real cédula de 1770 redujo la actuación de la Inquisición a los delitos de herejía contumaz y de apostasía, pasando el resto a los tribunales reales, aunque la blasfemia, la sodomía y la bigamia, quedaron repartidos entre ambos. En 1784 se prohibió a los inquisidores procesar a los nobles, a los ministros de la Corona, a los magistrados y a los oficiales del ejército, sin el permiso expreso del rey.

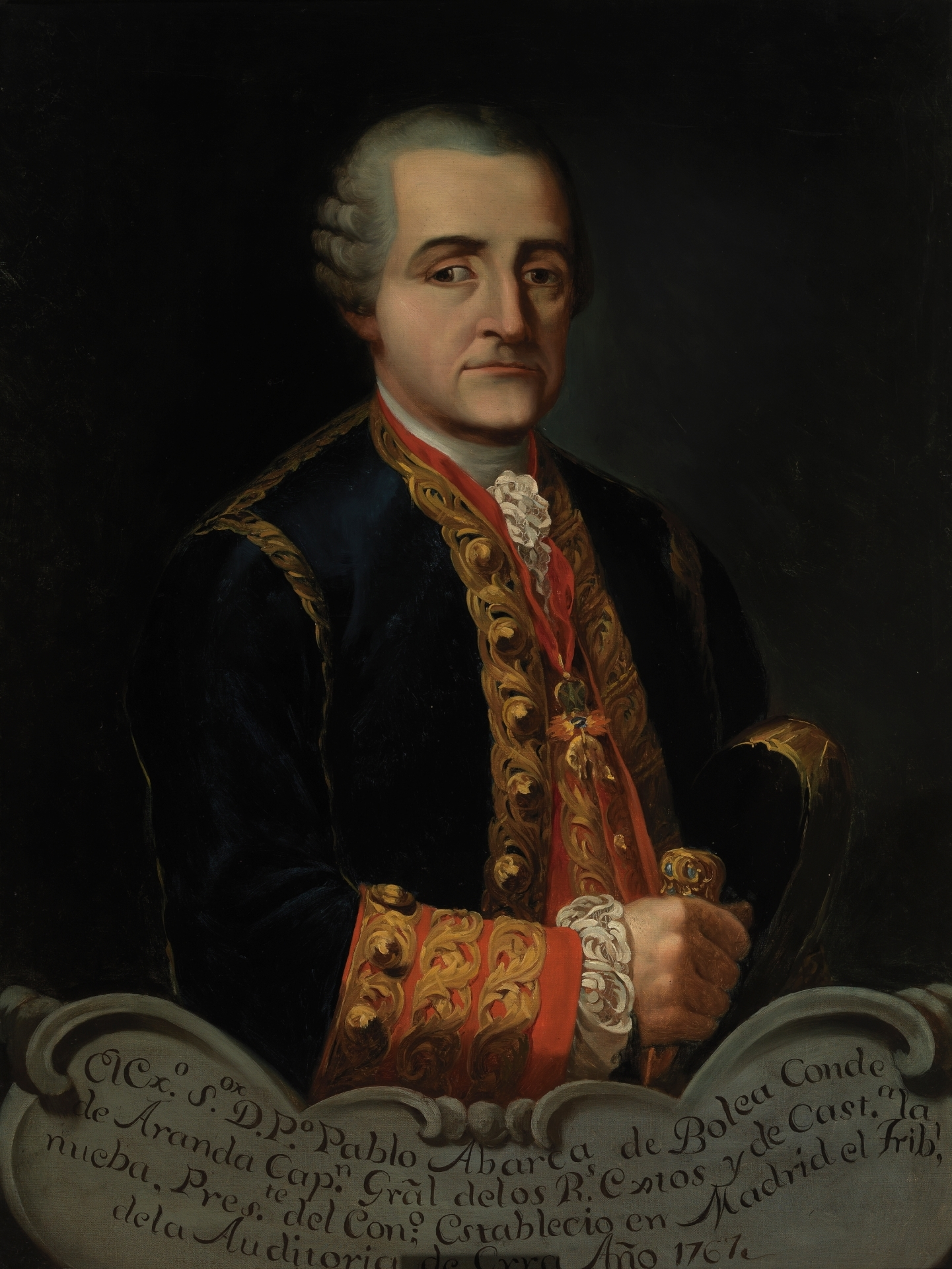
Retrato del Conde de Aranda, por Francisco Jover y Casanova.

Uno de los primeros en manifestarse a favor de la supresión de la Inquisición fue el conde de Aranda quien en 1761 escribió una carta al ministro Ricardo Wall desde Varsovia, donde se encontraba como embajador, en la que le decía que no «es menester la Inquisición, basta seguir al sumo pontífice en sus creencias y es quanto un príncipe y pueblo hijo de su iglesia puede hacer». En la carta se refería al rechazo que suscitaba el Santo Oficio en toda Europa, y a que solo servía «a la clerecía y frailería», para intimidar a los laicos y «prohibir quanto pueda abriles los ojos». Aranda se ganó la fama de enemigo de la Inquisición y fue felicitado por ello por Voltaire.
Las críticas arreciaron, tanto dentro como fuera de España, con motivo del proceso del ilustrado y funcionario real Pablo de Olavide que fue detenido en 1776 y condenado por la Inquisición en 1778 a ocho años de reclusión en un convento por «hereje» –aunque a los dos años consiguió escapar y se exilió en Francia—. Hasta el rey Federico II de Prusia se enfureció con lo sucedido y en una carta enviada al filósofo francés D'Alembert, uno de los dos editores de L'Encyclopédie, le dijo:

Se estremece uno de indignación al ver la Inquisición restablecida en España.

Pero en ningún momento Carlos III se planteó suprimir el Santo Oficio. La posición oficial la expuso el conde de Floridablanca en la Instrucción reservada de 1787 en la que se manifestó partidario de «favorecer y proteger» la Inquisición «mientras no se desviare de su instituto, que es perseguir la herejía, apostasía y superstición e iluminar caritativamente a los fieles sobre ellos». De hecho una de las medidas que tomó durante el llamado pánico de Floridablanca con motivo del estallido de la Revolución Francesa fue «reforzar» el papel de la Inquisición para impedir la propagación de las ideas y principios revolucionarios, por lo que entre 1789 y 1792 la Inquisición vivió un momento de esplendor.

### El intento de reforma de Godoy

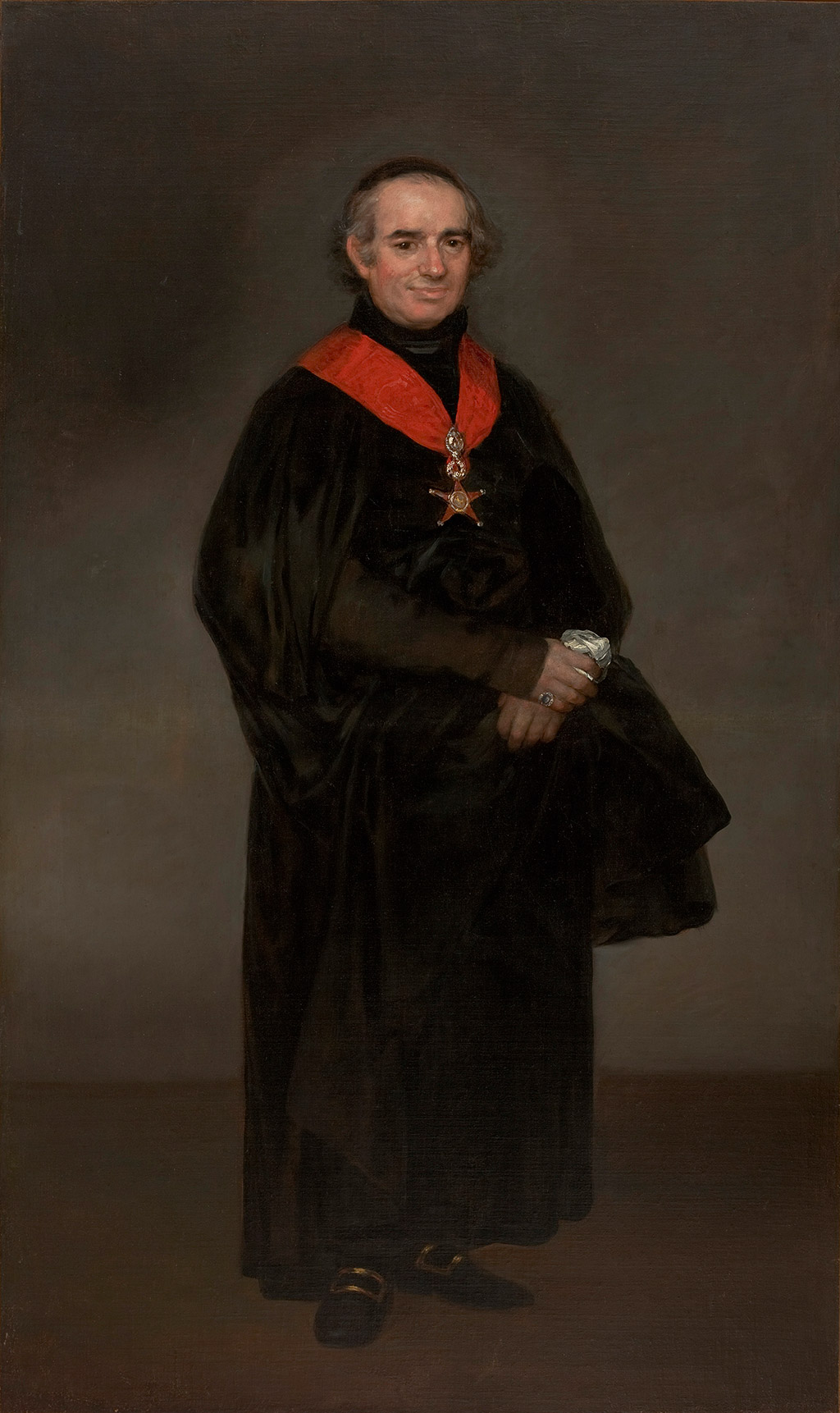
Retrato de Juan Antonio Llorente realizado por Goya entre 1810 y 1811, usando la Cruz de caballero comendador de la Orden Real de España.

A los pocos meses de ser nombrado en noviembre de 1792 por Carlos IV secretario de Estado y del Despacho, Manuel Godoy hizo que el rey nombrara como nuevo inquisidor general a Manuel Abad y Lasierra, un fraile de ideas religiosas avanzadas y que los sectores conservadores tildaban de jansenista, por lo que su designación no fue bien acogida por los inquisidores. Poco después, en julio de 1793, Godoy le pidió un informe sobre la Inquisición con «las observaciones que tuviera por conveniente hacer». Abad y Lasierra, con la ayuda del secretario del tribunal de la Inquisición de Corte (el tribunal de Madrid) Juan Antonio Llorente, presentó a las pocas semanas un Plan de reforma del estilo del Santo Oficio en cuanto al nombramiento y ejercicio de calificadores que iba acompañado de una carta en la que se sugería la abolición de la Inquisición. Sin embargo, la propuesta fue ignorada, entre otras razones, porque en aquel momento la Monarquía de Carlos IV estaba en plena guerra de la Convención contra la Primera República Francesa que algunos predicadores antiilustrados como fray Diego de Cádiz habían declarado «guerra de religión contra la impía Francia».
Los sectores eclesiásticos conservadores, mayoritarios en la Iglesia católica, y el Consejo de la Suprema Inquisición presionaron para que Abad y Lasierra fuera destituido y en junio de 1794 lo consiguieron, siendo sustituido por el arzobispo de Toledo, Francisco Antonio de Lorenzana, un clérigo con fama de ilustrado pero firme defensor del mantenimiento de la Inquisición, quien recibió la orden de Godoy de que se dedicara a atajar «los daños que la lectura de libros prohibidos, el estudio de los derechos del hombre, el poco respeto a las Supremas Potestades, la petulancia de los escritores modernos» estaban ocasionando.
Las dificultades que tenía la monarquía para controlar la Inquisición se pusieron de manifiesto con el proceso de Ramón de Salas y Cortés catedrático de la Universidad de Salamanca, que en enero de 1792 fue denunciado a la Inquisición española por conducta viciosa y libertina y por leer libros prohibidos, acusación a la que se añadió después proferir «muchas proposiciones mal sonantes, satíricas e injuriosas» y mantener doctrinas contrarias al dogma católico. Salas pasó quince meses incomunicado en la cárcel de la Inquisición en Madrid y después de ese tiempo fue absuelto, pero el presidente del Consejo de Castilla, el obispo de Salamanca, Fernández Vallejo, consiguió mediante subterfugios que fuera juzgado de nuevo. A finales de 1796 el tribunal de Madrid, en contra del parecer del Consejo de la Suprema Inquisición, le impuso una pena leve, la abjuración de levi más cuatro años de destierro de Madrid, los Sitios Reales, Salamanca y Belchite, su lugar de nacimiento. Los propios jueces del tribunal de Madrid reconocieron que Salas había sido denunciado falsamente, pero Salas vio quebrantada su salud y truncada su carrera profesional y su honor. «El “caso Salas” dejó patente que al margen de la sentencia final, y aun en el caso de que esta fuera muy benévola, a finales del siglo XVIII d. C. era enorme el sufrimiento físico y moral de quien tuviera la desgracia de caer en las redes inquisitoriales, y graves sus consecuencias».
Ni Carlos IV ni Manuel Godoy, su «primer ministro», se atrevieron a hacer frente a los que apoyaban a la Inquisición a pesar de que Godoy reprobaba los métodos usados por la Inquisición, tal como lo manifestó en una carta a Eugenio Llaguno y Amirola: 

El tribunal de la Inquisición procede violentamente y sin reconocer autoridad, esto es malo, y las leyes del Reyno sufren una alteración enorme por la complicación de sus Providencias. [...] El más qauto [sic] servidor del rey está expuesto a ser sorprendido e infamado por la manía de alguien cuando pueden conducir a un miembro de este tribunal. El Rey no sabe las causas que se forman en él ni las penas que se imponen por Reos, quiere pues que esta mala costumbre y abusos que va contra su soberanía se corte de una vez y se dé cuenta cada semana de las operaciones del tribunal.
La Parra López y Casado (2013, pp. 49-50)

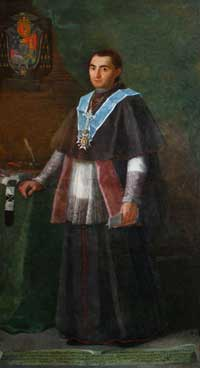
Ramón José de Arce, inquisidor general.

En 1796, cuando el proceso contra Ramón de Salas estaba a punto de concluir, el mismísimo Manuel Godoy fue denunciado por tres frailes a la Inquisición por llevar una vida licenciosa y por ser sospechoso de ateísmo, con lo que se cumplía su aseveración de que «el más cauto servidor del rey está expuesto a ser sorprendido e infamado». La denuncia no prosperó a pesar de las presiones del arzobispo de Sevilla Antonio Despuig y Dameto y del confesor de la reina Rafael de Múzquiz. La reacción de Godoy fue enviar a Roma a estos clérigos junto con el inquisidor general, cuyo puesto fue ocupado por Ramón José de Arce, un hombre que estaba dispuesto a obedecer al secretario de Estado. Además Godoy retomó la idea de reformar la Inquisición.
Godoy recurrió de nuevo a Juan Antonio Llorente quien presentó una memoria titulada Discursos sobre el orden de procesar en los tribunales de la Inquisición en el que proponía una reforma a fondo de la institución y además de limitar sus competencias a las materias de fe y a los casos de herejía en sentido estricto, pasando el resto a la jurisdicción real o episcopal –según Llorente, en la línea del episcopalismo y del regalismo defendido por la mayoría de los ilustrados españoles, los obispos estaban mejor preparados para ocuparse de las cuestiones de fe que unos monjes ignorantes que introducen la «esclavitud en los espíritus para desgracia de la humanidad» y además eran nombrados por el poder político cosa que no ocurría con los inquisidores—. Pero Godoy no llevó adelante el proyecto, y ello a pesar de la oposición radical de la élite ilustrada española a la Inquisición y de las presiones exteriores para que fuera abolida, sobre todo por parte de la República Francesa, nueva aliada de la Monarquía de Carlos IV desde la firma del Tratado de San Ildefonso (1796). «¿Le faltó valor [a Godoy] o careció de fuerza? Tal vez las dos cosas», afirman La Parra y Casado. José Nicolás de Azara, embajador en Roma, le escribió a Godoy en el verano de 1797:

¿Por qué no acaba V.E. con un tribunal que nos deshonra a la faz de todas las naciones, y restituye su jurisdicción a los obispos, pues, al fin, son inquisidores establecidos por Jesucristo, y los nuestros por el Papa?
La Parra López y Casado (2009, p. 53)

Por esas mismas fechas circuló por España la Noticia razonada a la religión y al clero del abate constitucional francés Henri Grégoire, uno de los principales impulsores europeos de la renovación de la Iglesia, en la que invitaba a Godoy a suprimir la Inquisición, una propuesta que volvió a formular en febrero del año siguiente con la Carta del ciudadano Grégoire, obispo de Blois, a don Ramón José de Arce, arzobispo de Burgos, Inquisidor General de España, inmediatamente prohibida por el Santo Oficio, y en la que argumentaba que la existencia de la Inquisición constituía «una calumnia habitual contra la Iglesia Católica», que en lugar de la violencia debía practicar la caridad. «Cuando veo cristianos que persiguen tengo la sensación de creer que no han leído el Evangelio», afirmaba Grégoire en la Carta. La «Carta» fue refutada, entre otros, por el canónigo y consultor del Santo Oficio Joaquín Lorenzo Villanueva, a pesar de que era tenido por jansenista y partidario de la reforma de la Iglesia.

### Los intentos de reforma de Jovellanos y de Urquijo
El nuevo secretario de Estado de Gracia y Justicia, el conocido ilustrado Gaspar Melchor de Jovellanos, nombrado por Carlos IV en noviembre de 1797, intentó reformar la Inquisición. Aprovechó la oportunidad que le brindó la disputa que se había producido en Granada entre el deán de la catedral y el tribunal de la Inquisición de la ciudad, a causa de que la Inquisición había ordenado el cierre de un confesionario de un monasterio de la ciudad y la decisión no se le había comunicado. El asunto llegó a la corte y Jovellanos requirió la opinión de cinco obispos, que dieron la razón al deán, y uno de ellos, Antonio Tavira, entonces obispo de Burgo de Osma, lanzó una severa crítica a la Inquisición –afirmó entre otras cosas que la Inquisición había despojado de su sentido al sacramento de la penitencia al obligar a los confesores a que preguntaran a los fieles si habían mantenido opiniones contrarias contra la religión o si poseían libros prohibidos— y propuso la introducción de ciertos cambios, como privar a la Inquisición de la censura de libros o hacer que el proceso inquisitorial se atuviera al derecho común, que los condenados pudieran apelar al rey y que se aboliera la tortura. Y también veladamente mostró su deseo de que fuera abolida la institución.

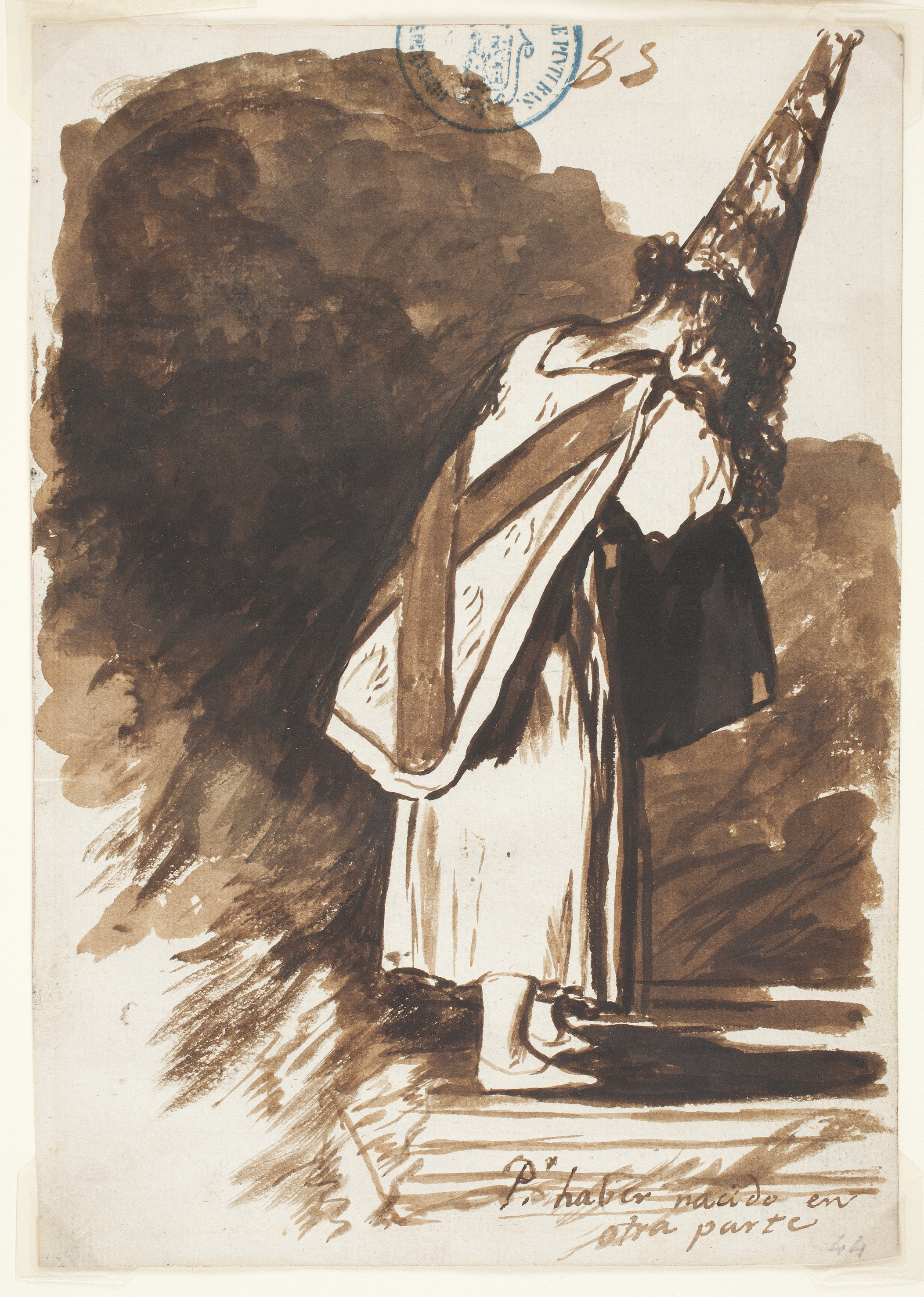
Condenado por la Inquisición vestido con un sambenito que lleva la cruz de San Andrés (Francisco de Goya).

En 1798 Jovellanos presentó al rey una Representación sobre lo que era el Tribunal de la Inquisición, en cuya redacción utilizó el escrito de Tavira y en el que defendió la necesidad de poner límites a la jurisdicción de la Inquisición y de devolver competencias en materia de fe y de herejía a los obispos, en la línea del episcopalismo defendido por los ilustrados españoles. En la Representación el primer reproche que hacía a la Inquisición era la forma como había tratado a los conversos y su relación con los estatutos de limpieza de sangre:

De aquí la infamia que cubrió a los descendientes de estos conversos, reputados por infames en la opinión pública. Las leyes la confirmaron, aprobando los estatutos de limpieza de sangre, que separó a tantos inocentes, no sólo de los empleos de honor y confianza, sino de entrar en las iglesias, colegios, conventos y hasta en las cofradías y gremios de artesanos. De aquí la perpetuación del odio, no sólo contra la Inquisición, sino contra la religión misma.

Pero Jovellanos no pudo aplicar su proyecto ya que fue destituido de su cargo en agosto de 1798 y posteriormente recluido en el castillo de Bellver en Mallorca por orden del rey.
Sin embargo, Mariano Luis de Urquijo, sucesor de Godoy al frente de la Secretaría de Estado y del Despacho, retomó el proyecto reformista de Jovellanos y aún fue más lejos pues intentó adoptar para la Iglesia española el modelo de la Iglesia constitucional francesa —de hecho varios obispos galos, encabezados por el abate Grégoire, publicaron un folleto titulado Observaciones sobre las reservas de la Iglesia de España, en el que hacían un llamamiento a los obispos españoles para que reclamaran «con intrepidez» sus derechos frente a las reservas del papado y también la abolición de la Inquisición, «tribunal que provoca la vergüenza de España y aflige a su Iglesia»—. La primera medida que tomó Urquijo estuvo dirigida a limitar las «reservas» papales mediante un decreto de 5 de septiembre de 1799 —que sería conocido como el cisma de Urquijo— en el que se autorizaba a los obispos españoles a conceder dispensas matrimoniales que hasta entonces solo podía conferir la Santa Sede. La segunda se dirigió contra la Inquisición aprovechando el conflicto planteado por el tribunal de Barcelona que se negó a autorizar el desembarco del cónsul de Marruecos, musulmán, y de su secretario, que era judío. Urquijo respondió con una dura carta dirigida al tribunal para que acatara las órdenes del rey y a continuación destituyó a todos sus miembros.
Pero el proyecto reformista de Urquijo no llegó a buen término porque fue destituido de su puesto en diciembre de 1800 por Carlos IV. En la decisión del rey influyó una carta que recibió del nuevo papa Pío VII —y que Godoy recogió en sus Memorias— en la que le aconsejaba que «cerrase sus oídos a los que, so color de defender las regalías de la Corona, no aspiraban sino a excitar aquel espíritu de independencia que, empezando por resistir al blando yugo de la Iglesia, acaba después por beberse todo freno de obediencia y sujeción a los Gobiernos temporales». Godoy fue quien sustituyó a Urquijo al frente del gobierno de Carlos IV con el título de «Generalísimo». En lo relativo a la Inquisición abandonó el proyecto reformista de Jovellanos y de Urquijo, aunque en 1805 creó el Juzgado de Imprenta, situándolo por encima del Santo Oficio en materia de censura, para el que nombró a ilustrados radicalmente opuestos a la Inquisición.
Según Emilio La Parra y María Ángeles Casado, los proyecto de reforma de la Inquisición –y de la Iglesia española en general— fracasaron fundamentalmente porque «Carlos IV nunca estuvo dispuesto a enfrentarse a la Iglesia y menos aún a Roma» y porque los obispos españoles más influyentes «eran firmes partidarios de la Santa Sede y, por supuesto, llegado el momento crítico, siempre estuvieron dispuestos a defender las prerrogativas del romano pontífice por encima de los derechos que a ellos correspondían por su carácter episcopal».

## La primera abolición: los «decretos de Chamartín» de Napoleón Bonaparte (1808)

### La Inquisición y la «Constitución de Bayona»

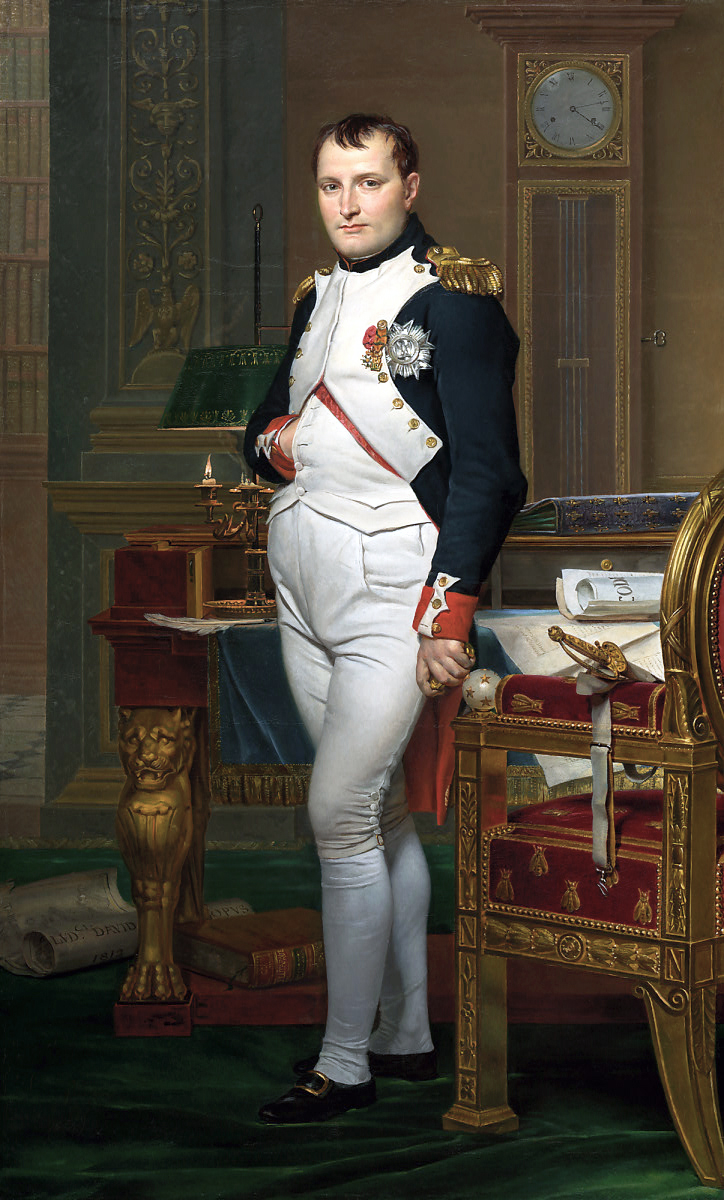
Napoleón en su despacho de las Tullerías, Jacques-Louis David, 1812.

En virtud de las abdicaciones de Bayona los derechos de la Corona española pasaron a Napoleón Bonaparte y este los cedió a su vez a su hermano José I Bonaparte, pero el cambio de dinastía no fue aceptado por buena parte de los españoles. La revuelta antifrancesa iniciada en Madrid el 2 de mayo de 1808 se extendió por todo el país, formándose juntas que asumieron el poder en nombre del rey legítimo Fernando VII y le declararon la guerra al Imperio. Mientras tanto Napoleón convocó en Bayona a ciento cincuenta «notables» para que aprobaran la «Constitución» de la nueva monarquía bonapartista. Entre los que acudieron se encontraba Raimundo Ettenhard y Salinas, inquisidor decano del Consejo de la Suprema Inquisición que ya había prestado un primer y valioso servicio a Napoleón al condenar la revuelta antifrancesa mediante una circular remitida a todos los tribunales el 6 de mayo de 1808 en la que calificaba lo sucedido el 2 de mayo en Madrid de «alboroto escandaloso del bajo pueblo» y de desorden revolucionario realizado «bajo la máscara del patriotismo» (esta declaración a favor de la ocupación francesa tenía gran valor porque en aquel momento el Consejo de la Suprema era la máxima autoridad de la Inquisición ya que el inquisidor general, Ramón José de Arce, había dimitido el 22 de marzo y Fernando VII no había propuesto un sustituto porque el papa no había podido aceptar la dimisión de Arce ya que estaba fuera de Roma, prisionero de Napoleón).
En el anteproyecto de la «Constitución de Bayona» se incluyó un artículo por orden de Napoleón que decía: «La Inquisición es abolida». Pero la mayoría de los «notables» dispuestos a apoyar a la nueva monarquía bonapartista se opusieron a que la disolución de la Inquisición figurara en el texto constitucional. Hubo que esperar a que José I ocupara el trono y alcanzara un acuerdo con la jerarquía eclesiástica, aunque todos ellos se manifestaron contrarios a la Inquisición, como Mariano Luis de Urquijo, que también había acudido a Bayona. Solo el inquisidor decano Ettenhard la defendió, alegando que la Inquisición de entonces tenía poco que ver con la tradicional en cuanto a las garantías procesales de los detenidos –afirmaba que se había abandonado la tortura- y en cuanto a las penas «suaves» que ahora se les imponían.
Finalmente Napoleón decidió aceptar la sugerencia de los notables y el artículo referente a la abolición de la Inquisición fue suprimido. Sin embargo, en el artículo 98 se decía lo siguiente: 

La justicia se administrará en nombre del rey por juzgados y tribunales que él mismo establecerá. Por tanto, los tribunales que tienen atribuciones especiales y todas las justicias de abadengo, órdenes y señoríos, quedan suprimidos.

Algunos expertos han interpretado este artículo como que implícitamente eliminaba la Inquisición, ya que no se la mencionaba, pero otros lo han negado porque la Inquisición, al ser un tribunal mixto real y papal, no estaría incluida en «tribunales que tienen atribuciones especiales».

### Los «Decretos de Chamartín»
Sin embargo en los meses siguientes Napoleón cambió de opinión y suprimió la Inquisición mediante los decretos de Chamartín de diciembre de 1808. La razón fue la ofensiva de los españoles «patriotas» que no reconocían las abdicaciones de Bayona y que habían infligido una severa derrota a las tropas francesas en la batalla de Bailén (19 de julio de 1808), lo que había obligado al rey José I Bonaparte a abandonar Madrid, a donde había llegado justo un día después de la batalla. Así que Napoleón decidió intervenir personalmente en España y al frente de un poderoso ejército cruzó la frontera en noviembre, consiguiendo ocupar Madrid al mes siguiente. El día 4 de diciembre promulgaba los «decretos de Chamartín», que ponían fin de un plumazo al Antiguo Régimen en España, uno de los cuales suprimía la Inquisición «como atentatorio a la soberanía y a la autoridad civil» y cuyos bienes pasarían a «la Corona de España para servir de garantía a los Vales y cualesquiera otros efectos de la Deuda de la Monarquía». Según Emilio La Parra y María Ángeles Casado, el emperador decidió suprimir la Inquisición por razones propagandísticas –así se presentaba ante los franceses y ante toda Europa como el libertador de los pueblos oprimidos por el fanatismo religioso— y porque ya no le servía para sus fines. «Ahora, cuando la guerra era un hecho… la Inquisición era inútil. Su función había dejado de ser efectiva; era más bien simbólica (representaba el ideal de catolicismo del Antiguo Régimen), pero no servía para sujetar a la población al soberano establecido, que según Napoleón solo podía ser su hermano José I». Según Joseph Pérez, «esas medidas tan radicales [que acaban con el Antiguo Régimen en España] cogen desprevenidas a las minorías españolas, que nunca pensaron que se llegaría tan lejos».
Inmediatamente después de la publicación del decreto de abolición en la Gazeta de Madrid el 11 de diciembre de 1811, fueron detenidos en la capital todos los miembros y personal del Consejo de la Suprema Inquisición y otros inquisidores a quienes se les obligó a que entregaran todos los documentos que poseyeran, especialmente los referidos a las propiedades de la institución –los que lo hicieron fueron excarcelados, y los que no fueron enviados prisioneros a Bayona—. Asimismo fueron clausurados los tribunales de los territorios que estaban bajo dominio de las tropas francesas.
El 16 de diciembre La Gaceta de Madrid reprodujo en francés y español el discurso que había dirigido Napoleón a los Gremios mayores de Madrid que le habían presentado sus respetos y obediencia:

He abolido el Tribunal contra el cual estaban reclamando el siglo y la Europa. Los sacerdotes deben guiar las conciencias; pero no deben ejercer jurisdicción ninguna exterior y corporal sobre los ciudadanos.

El rey José I ordenó en marzo de 1809 a Juan Antonio Llorente, que había participado en los intentos de reforma de la Inquisición del reinado de Carlos IV, que reuniera toda la documentación obtenida, gracias a la cual publicó en 1812 Memoria histórica sobre qual ha sido la opinión nacional de España acerca del Tribunal de la Inquisición –en la que intentaba demostrar que los españoles siempre habían sido contrarios a la Inquisición y que la Inquisición no había sido fundada de conformidad con las leyes fundamentales de la Corona de Castilla y de la Corona de Aragón— y el primer tomo de Anales de la Inquisición de España, de los que en 1813 apareció el segundo —cuatro años más tarde, en el exilio de París, Llorente publicaría su obra fundamental sobre la Inquisición que tendría una enorme repercusión: Histoire critique de l'Inquisition d'Espagne—. A las obras críticas de Llorente se unieron otras. La que tuvo mayor difusión fue la novela Cornelia Bororquia o La víctima de la Inquisición de Luis Gutiérrez, publicada inicialmente en 1801 en París sin que figurara su autor. En ella se decía que «toda religión intolerante es una religión falsa». Esta obra, según Gérard Dufour, «tuvo más influencia que la de Llorente en el desarrollo del anticlericalismo popular, del que sería un constante referente a lo largo del siglo XIX». Sin embargo, la Memoria histórica de Llorente será utilizada por los liberales durante el largo debate de las Cortes de Cádiz sobre la abolición de la Inquisición aunque nunca se citó el nombre del autor.
En conclusión, según La Parra y Casado, «las medidas adoptadas en la España afrancesada supusieron un duro golpe para la Inquisición, del que jamás se recuperaría. La supresión decretada por las Cortes de Cádiz remató la faena».

## La segunda abolición: el decreto de 28 de febrero de 1813 de las Cortes de Cádiz
Durante la Guerra de la Independencia Española en la España «patriota» los tribunales de la Inquisición siguieron funcionando aunque solo de forma testimonial, debido al «descrédito de la institución a causa de su oscuro papel en el levantamiento contra Napoleón, de la defección del antiguo inquisidor general [Arce juró a José I Bonaparte] y de la condena de la sublevación por los altos cargos del Tribunal». A lo que hay que añadir «los problemas de tesorería creados por la dificultad para cobrar las rentas en tiempo de guerra,… la repentina disminución de personal y la confusión originada por la supresión decretada por Napoleón. Además no se había resuelto el grave problema derivado de la ausencia del inquisidor general».

### La proclamación de la «libertad de imprenta»

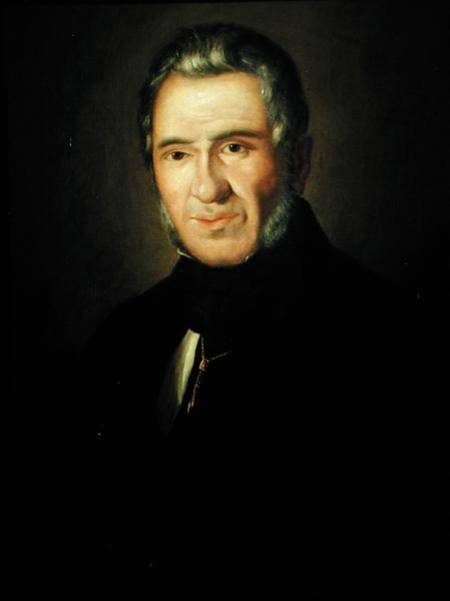
Agustín Argüelles retratado por Federico Jiménez.

El primer «golpe de muerte» que recibió la Inquisición fue la aprobación por las Cortes de Cádiz —a las pocas semanas de haberse inaugurado con la declaración de que en ellas residía la soberanía nacional— de la ley de libertad de imprenta de 10 de noviembre de 1810. Los diputados liberales que la propusieron entendían que la libertad de imprenta debía preceder a las «reformas que se propusiesen hacer las Cortes», porque, como dijo Agustín Argüelles, «un cuerpo representativo sin el apoyo y guía de la opinión pública pronto se hallaría aislado, pronto se vería reducido a sus propias luces». Diego Muñoz Torrero la entendió como una consecuencia de la proclamación de la soberanía nacional ya que «el derecho de traer a examen los actos de gobierno es un derecho imprescriptible que ninguna nación debe ceder sin dejar de ser nación».

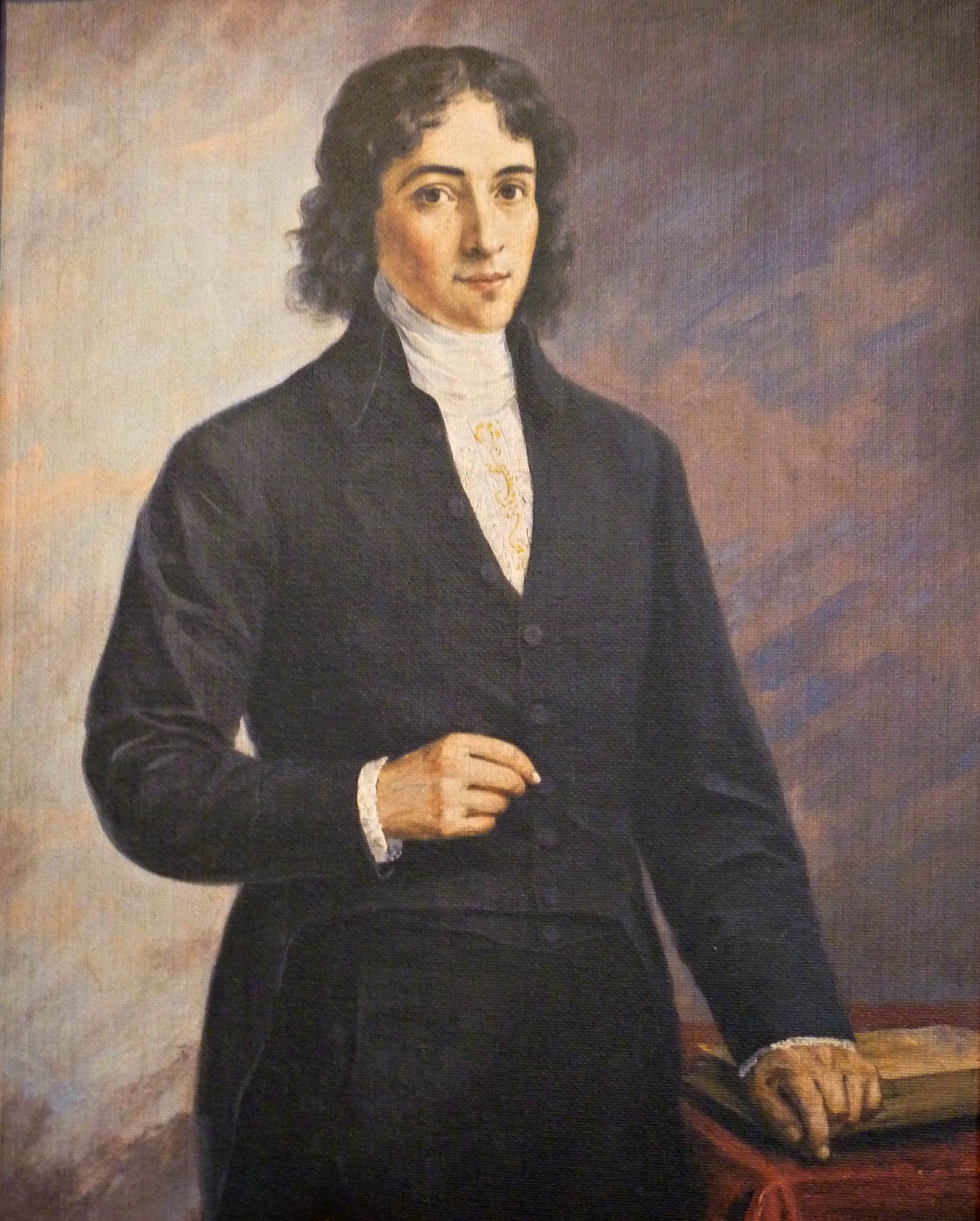
Retrato de José Mejía Lequerica. Autor desconocido. Quito DM.

En el artículo 1.º se proclamaba que todos los españoles «tienen libertad de escribir, imprimir y publicar sus ideas políticas sin necesidad de licencia, revisión o aprobación alguna anteriores a la publicación» lo que privaba a la Inquisición de una de sus funciones esenciales –la censura— por lo que a partir de ahora no podría impedir la difusión de las ideas «impías» y «disgregadoras de la sociedad y del Estado» que era como había calificado a las nuevas ideas de la Ilustración, a cuya persecución se había dedicado durante el siglo anterior. Tampoco intervendría en la censura de los «escritos sobre materias de religión», los únicos que debían pasar la censura previa y que el artículo 6.º establecía que correspondía a los obispos. Asimismo la ley creó una Junta de Censura, que sería a partir de entonces el organismo encargado de juzgar las posibles extralimitaciones de la libertad recién reconocida, reafirmando así que la Inquisición no tenía ninguna jurisdicción en esa materia.
El artículo 6.º ha sido objeto de controversia porque muchos historiadores lo han entendido como una limitación de la libertad de imprenta proclamada en el artículo 1.º. Por el contrario, Emilio La Parra y María Ángeles Casado, después de recordar que durante el debate de la ley el único diputado liberal que mostró su disconformidad con el artículo 6.º fue el quiteño José Mejía Lequerica, afirman que «los liberales de la época de las Cortes de Cádiz pensaron que en la excepción contemplada en el artículo 6 únicamente quedaban incluidos los escritos relacionados con los dogmas católicos. Todos los demás estaban exentos de censura previa, aun los que trataran de cuestiones eclesiásticas».
En noviembre de 1811 los obispos españoles se quejaron a las Cortes de la ola de publicaciones «antirreligiosas» que se estaban difundiendo al amparo de la libertad de imprenta y pidieron el restablecimiento de la Inquisición. En marzo del año siguiente, el mes en que se aprobó la Constitución, volvieron a pedir que se «atajasen por los medios más prontos y eficaces el escandaloso torrente de las perniciosas opiniones que cunde demasiado en nuestros días». En el mismo sentido se expresaron los ocho obispos refugiados en Palma de Mallorca —el arzobispo de Tarragona y los obispos de Lérida, Tortosa, Barcelona, Urgel, Teruel, Pamplona y Cartagena— en la Representación que enviaron a las Cortes Generales y Extraordinarias en la que pedían el restablecimiento del Santo Tribunal de la Inquisición en el ejercicio de sus funciones. El periódico liberal Diario Mercantil respondió:

El voto de uno, dos, tres, trescientos obispos de materias que no son de la esencia de nuestra religión vale lo mismo que la de otros tantos sacristanes o muñidores.

### El decreto de abolición de la Inquisición

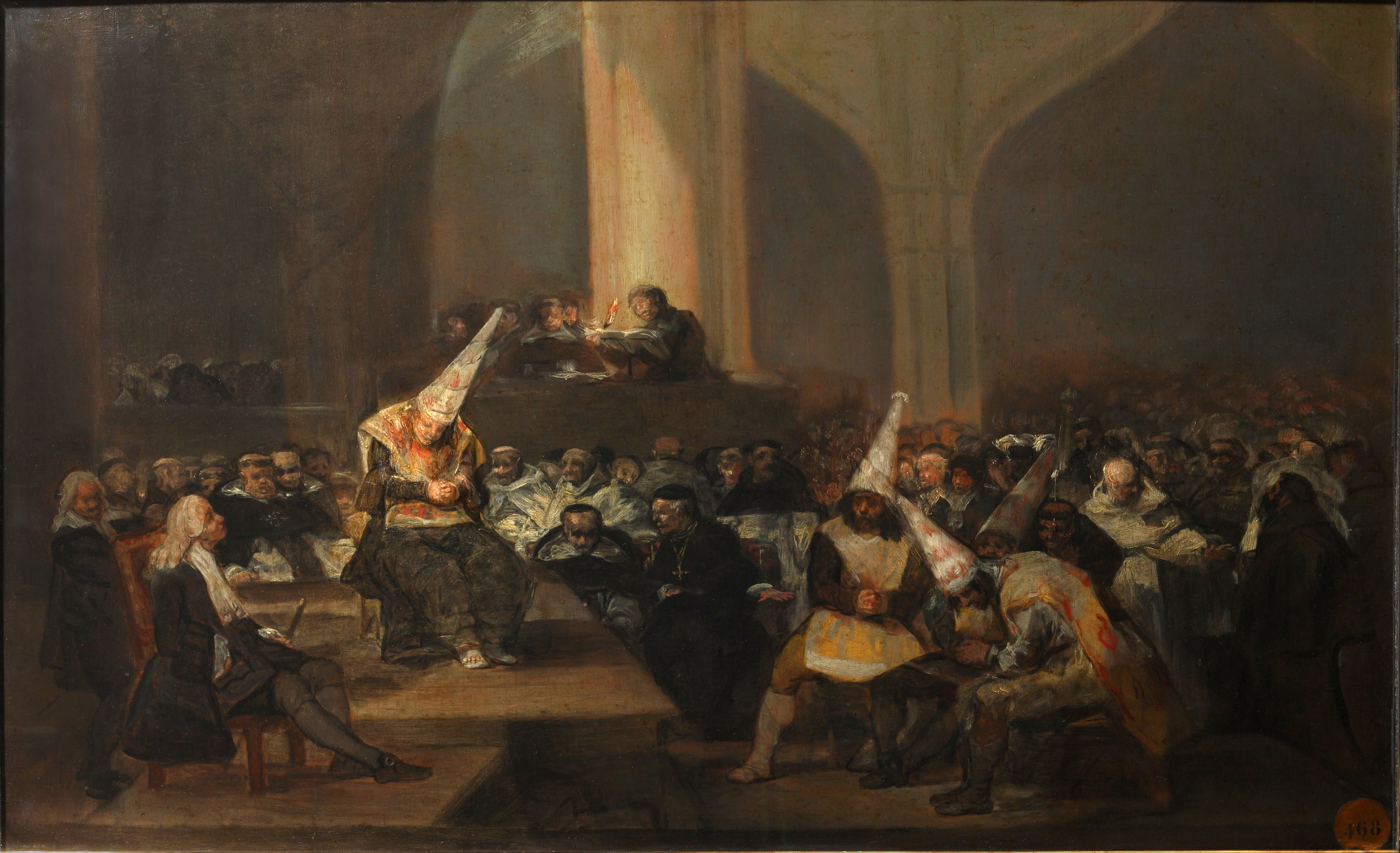
Escena de la Inquisición (1814-1816). «Goya presenta la escena de un autillo. Los condenados a muerte, así identificados por la corona con llamas hacia arriba que portan, escuchan la sentencia, leída por un fraile desde una tribuna o púlpito. La arquitectura de la sala evoca un edificio de siglos anteriores, tal vez la sede de un tribunal inquisitorial. El amplio espacio está ocupado por religiosos de distintas órdenes (se adivinan, sobre todo, los hábitos de franciscanos y dominicos y por un numeroso grupo de personas de las que no se sabe su sexo y condición social, salvo un grupo de mujeres ataviadas con mantilla situadas en un palco. En el centro, un inquisidor vestido de negro, adornado con una cruz, señala a los condenados sin mirarlos, dando a entender su profundo desprecio hacia ellos».

Una vez aprobada la Constitución de 1812, en la que se había proclamado al catolicismo «única religión verdadera» y prohibido el ejercicio de cualquier otro culto, se suscitó el problema de si la Inquisición tenía cabida dentro de ella. Para resolver la cuestión se pidió a la Comisión de Constitución, presidida por el clérigo liberal Diego Muñoz Torrero, que emitiera un dictamen que presentó a las Cortes el 8 de diciembre de 1812. Para elaborarlo la comisión utilizó una copiosa documentación procedente de los tribunales de la Inquisición de Mallorca y de Canarias, los únicos que no habían sido afectados por la abolición decretada por Napoleón, y también la Memoria de Juan Antonio Llorente, aunque sin mencionarlo pues se trataba de un afrancesado. La propuesta de la Comisión fue que la Inquisición debía ser abolida y sustituida por unos «Tribunales Protectores de la Fe» dependientes de los obispos. Se abrió entonces uno de los debates más enconados y largos de las Cortes en el que participaron de un lado los diputados «liberales» que apoyaban el dictamen de la Comisión y de otro los diputados «serviles» –así fueron llamados por sus oponentes— que defendían el mantenimiento del Santo Oficio. En el debate, en el que no solo se discutió sobre la Inquisición sino también sobre la organización política, social y religiosa del futuro y que tuvo una gran repercusión en la opinión pública, intervinieron las figuras más destacadas de los dos grupos que se habían ido definiendo en las Cortes desde sus inicios. Entre los que eran conocidos como «liberales»: los clérigos Diego Muñoz Torrero, José Espiga, Antonio Oliveros, Antonio José Ruiz de Padrón, Francisco Serra y Joaquín Lorenzo Villanueva; y los laicos Agustín Argüelles, José Mejía Lequerica, el conde de Toreno y José María Calatrava. Entre los llamados «serviles»: Francisco Javier Borrull, el único laico; y los clérigos Pedro Inguanzo, Simón López García, Alonso Cañedo Vigil –miembro de la Comisión que no firmó el dictamen-, Jaime Creus, Blas Ostolaza, Ramón Lázaro Dou y Francisco Riesco.

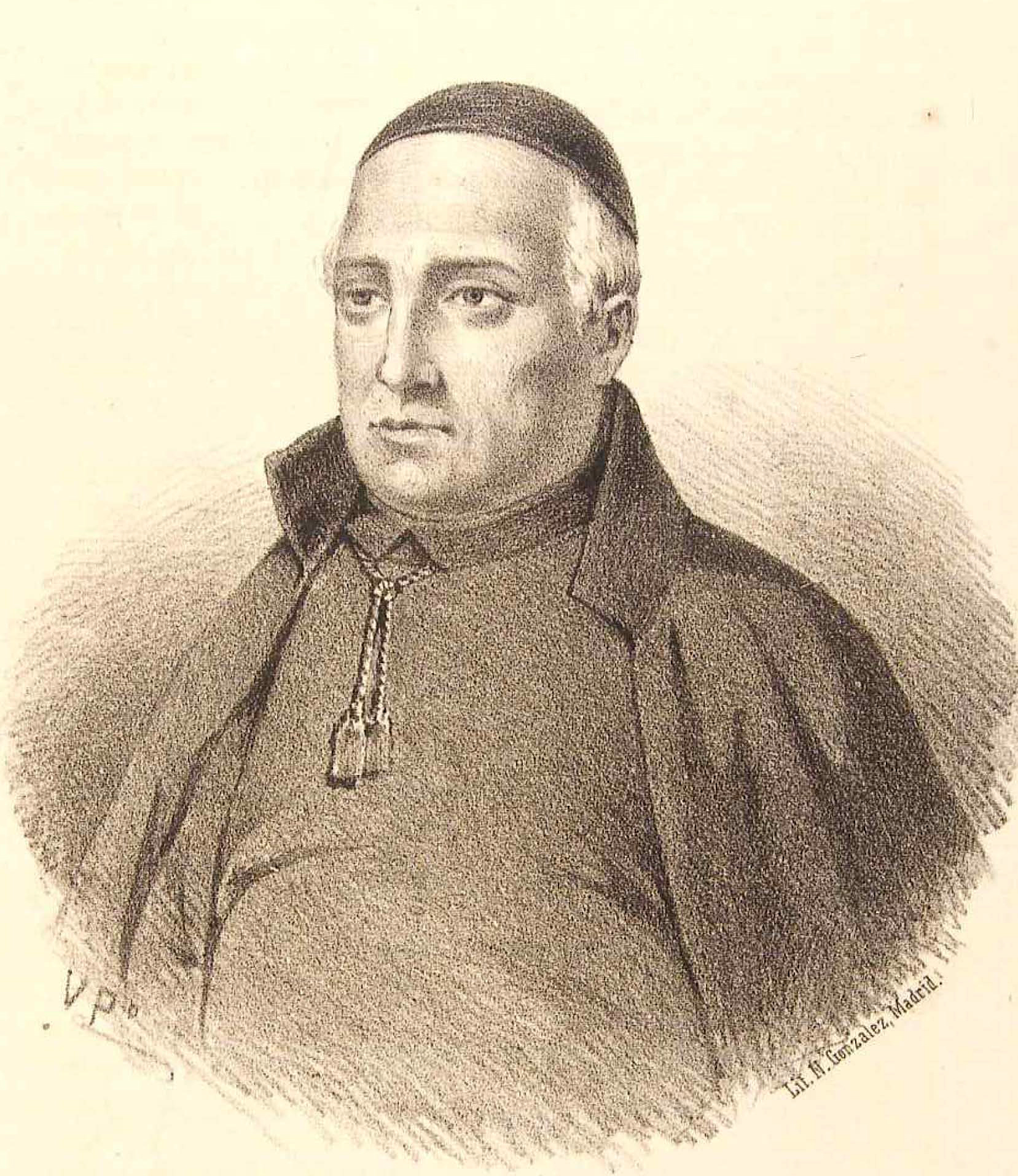
Diego Muñoz Torrero, sacerdote y diputado liberal.

Los diputados liberales centraron sus intervenciones en demostrar la incompatibilidad de la Inquisición con la Constitución que se acababa de aprobar pues vulneraba tres principios fundamentales de la misma: la soberanía nacional, la división de poderes y los derechos individuales. Y para ello construyeron un discurso histórico según el cual el Santo Oficio había traspasado el ámbito para el que fue creado (atajar la herejía) y se había ido arrogando –singularmente el inquisidor general «Soberano en medio de una nación soberana»— poderes y privilegios al servicio del «despotismo» de la monarquía y del papado, usurpándoselos a los obispos y atentando contra el espíritu del Evangelio que propugna «la unidad, la paz, la mansedumbre y la caridad», según Ruiz de Padrón. Además había establecido procedimientos contrarios a las leyes civiles y eclesiásticas, a las normas básicas de la justicia y a los derechos del hombre, entre los que destacaron, «las delaciones y sus consecuencias (la calumnia, la maledicencia, la vergüenza), el secreto, la imposibilidad del reo para defenderse, la negación de la facultad de apelar contra la sentencia del tribunal, la práctica del tormento, la confiscación de bienes, la extensión del delito a familiares e incluso a los amigos del condenado…». Como dijo el diputado Agustín Argüelles, en los reglamentos inquisitoriales «están violadas todas las reglas de la justicia universal». Manuel García Herreros, por su parte, acusó al Santo Oficio de atentar contra la seguridad individual, que es «uno de los principales objetos de la sociedad», que por ningún motivo, «por sagrado que sea» puede ser ignorado.
En su defensa de la Inquisición los diputados «serviles», por su parte, recurrieron al argumento de que las Cortes no eran competentes, pues se trataba de un tribunal eclesiástico, cuya supresión o continuidad correspondía al papa, por lo que si las Cortes lo abolían provocarían un «cisma» apartando «a la Iglesia de España del centro de la unidad». Además afirmaron que la Inquisición en aquellos momentos era más necesaria que nunca debido al progreso de la «impiedad» a causa de la ocupación francesa y de los «efectos perniciosos» de la libertad de imprenta que propiciaba la difusión de las ideas «filosóficas» –es decir, contrarias a la religión—, lo que también fue denunciado en una Instrucción pastoral hecha pública el 12 de diciembre de 1812 por un grupo de obispos refugiados en Mallorca. Por último, presentaron una visión benévola de los procedimientos de la Inquisición que, según ellos, eran equiparables al resto de tribunales, como el uso de la tortura, y en última instancia, aunque hubiera habido extralimitaciones, la defensa de la religión lo justificaba todo. Como dijo el diputado Borrull:

La cosa es muy clara: el principal fin que debemos tener es la conservación de la religión: a él ceden todos los respetos e intereses humanos.

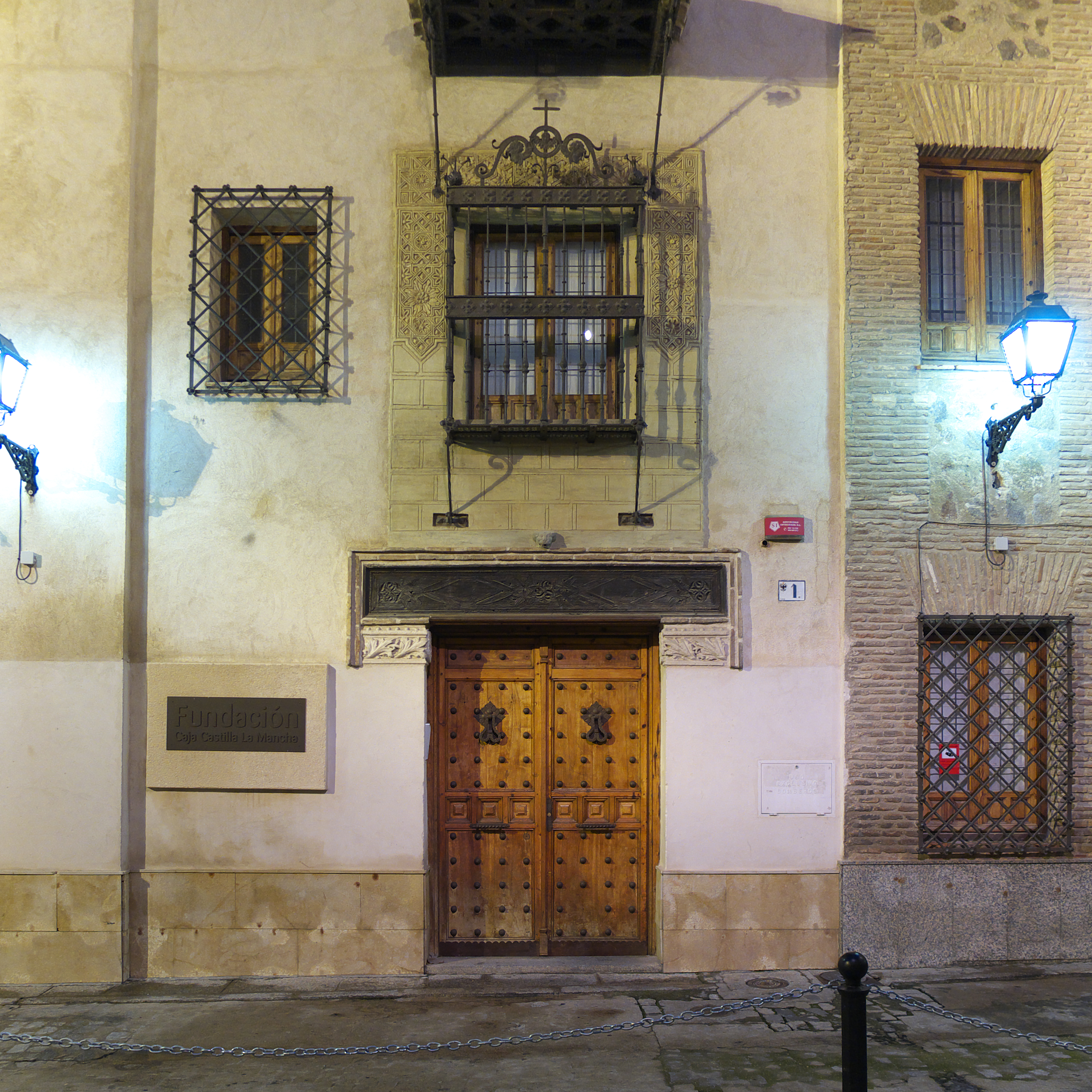
Posible sede del Tribunal de la Inquisición de Toledo.

La votación final sobre el Dictamen de la Comisión se resumió en la propuesta «El Tribunal de la Inquisición es incompatible con la Constitución», que quedó aprobada el 22 de enero de 1813 por 90 votos a favor y 60 en contra. Un mes después, el 22 de febrero, se publicó el decreto n.º 223 de las Cortes Sobre la abolición de la Inquisición, y establecimiento de los tribunales protectores de la Fe, que fue acompañado de un Manifiesto en el que se exponían las razones de la supresión del Santo Oficio y que debía ser leído en todas las parroquias de la Monarquía durante tres domingos consecutivos en la misa mayor. Otros dos decretos referentes a la Inquisición se aprobaron ese mismo día. En uno se ordenaba quitar y destruir «todos los cuadros, pinturas o inscripciones en que estén consignados los castigos y penas impuestos que existan en las iglesias, claustros y conventos o en cualquier paraje público». En el otro se declaraban propiedad de la nación los bienes del Santo Oficio.
Según Joseph Pérez, el decreto de abolición de la Inquisición aprobado por las Cortes de Cádiz, «está lleno de ambigüedades» ya que la Inquisición «se declara fuera de la ley, pero el crimen de herejía subsiste y es castigado por la ley; asimismo se mantiene la censura. La única diferencia estriba en que a partir de ese momento los obispos asumen competencias que hasta entonces habían correspondido a los inquisidores. Hay que reconocer que el decreto de Chamartín [promulgado por Napoleón en diciembre de 1808] tenía un sentido muy diferente».
Por el contrario Emilio La Parra y María Ángeles Casado, consideran que el decreto dejó fuera del control de los obispos los textos sobre política, incluso la eclesiástica, pues su ámbito de competencia se reducía a los escritos «de religión» y que su cometido se circunscribía a «conocer las causas de fe», es decir, exclusivamente el dogma católico. Además los Tribunales protectores de la fe «eran algo muy distinto a la extinta Inquisición», pues desaparecían las cárceles inquisitoriales y el secreto del proceso y se reconocía al acusado «la facultad de comunicarse con sus familiares, designar libremente un defensor, apelar la sentencia y presentar recursos de fuerza». Sin embargo, estos mismos autores reconocen que se mantuvo un elemento importante del Santo Oficio –las delaciones anónimas—, lo que «contradice el ideario liberal».

### La respuesta al decreto
La repercusión de la abolición de la Inquisición fue enorme. Unos sectores aplaudieron la medida, como lo demuestran las felicitaciones que enviaron a las Cortes diversos organismos e instituciones, y como recogen los siguientes versos, muy difundidos en la época:

Yace aquí para siempre, caminantes, 
la negra Inquisición, con que, inclementes, 
quemaron a millones de inocentes
millones de inhumanos manducantes [frailes].
La Parra López y Casado (2013, p. 118; 120)

Otros lo lamentaron, como lo demuestran numerosos artículos aparecidos en la prensa conservadora, y como recoge esta réplica al verso anterior:

Porque supo humillar a los «intrigantes»
por expedir decretos muy «prudentes», 

por auxiliar a todos los «creyentes»
la desterraron fieros «ignorantes».
La Parra López y Casado (2013, p. 119; 122)

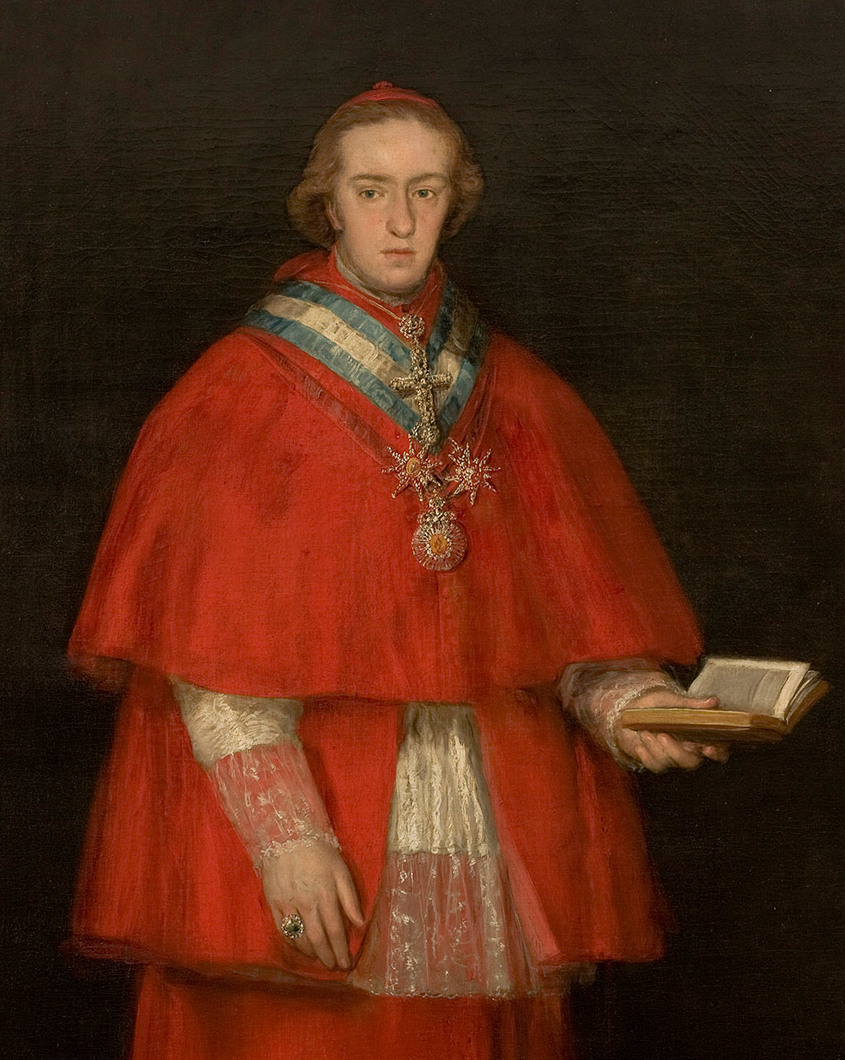
Luis María de Borbón y Vallabriga, arzobispo de Toledo, cardenal primado de España y regente.

La jerarquía eclesiástica, encabezada por el nuncio de la Santa Sede Pietro Gravina, organizó en 1813 una campaña contra las Cortes que giró en torno a la supresión de la Inquisición pero que en realidad iba dirigida contra todos los cambios aprobados por ellas y que habían puesto fin al Antiguo Régimen en España. Comenzó inmediatamente después de la aprobación del decreto, pues ya el 5 de marzo el nuncio hizo un llamamiento a los párrocos para que desobedecieran la orden de leer durante tres domingos consecutivos en la misa mayor la Memoria en la que se justificaba la supresión de la Inquisición —a causa de esta proclama el nuncio fue obligado a abandonar España, aunque éste continuó dirigiendo la campaña reaccionaria desde Portugal alegando en los escritos que envió a los obispos que en España se había producido un «cisma»—. Una prueba de la eficacia de la campaña fue el hecho de que en marzo de 1814 aún había diócesis en que no se habían publicado los decretos ni leído la Memoria, según comunicó a las Cortes reunidas en Madrid García Herreros, secretario de Estado de Gracia y Justicia. Entre los prelados que más apoyaron la campaña proinquisitorial destacaron los ocho obispos refugiados en Palma de Mallorca y los obispos del norte, seis de los cuales —los de Santiago, Orense, Santander, Oviedo, Astorga y Burgos— huyeron a Portugal para evitar ser arrestados por haberse negado a que en las parroquias de sus diócesis se leyera la Memoria en que se justificaba la abolición de la Inquisición.
Una postura más conciliadora fue la que mantuvo el arzobispo de Toledo y cardenal primado Luis María de Borbón y Vallabriga, que era además presidente de la Regencia. En una pastoral fechada el 3 de enero de 1813, mes y medio antes de la promulgación del decreto de abolición, hacía un llamamiento a la obediencia al Gobierno, que «ha corroborado en el modo más solemne, y con la mayor firmeza la existencia y lustre de la religión católica en España». En junio de 1813, tras remitir la campaña proinquistorial iniciada por el nuncio, el cardenal Borbón envió una carta a todos los obispos para intentar que cumplieran las normas dictadas por las Cortes de Cádiz, aunque sin intentar convencerlos de la conveniencia de la supresión de la Inquisición. Respondieron solo 24 de los 59 que había entonces en España, «lo que suponía, no un desprecio al cardenal, sino que gran parte de los obispos se encontraban en una situación anómala a causa de la guerra, sea porque sus titulares hubiesen huido, sea porque no les resultase fácil contestar desde una zona ocupada». Solo dos obispos —el de Canarias, Manuel Verdugo y Albiturría, y el de Barbastro— se mostraron a favor de la supresión, mientras que doce aceptaron el decreto sin ningún entusiasmo o exponiendo sus reservas y diez lo rechazaron más o menos abiertamente.
Los obispos que se manifestaron contrarios a la abolición de la Inquisición argumentaron que se habían vulnerado «los derechos íntimos de la Iglesia y libertad eclesiásticas» y se lamentaron de «las disensiones civiles y religiosas que por desgracia amenazan a nuestra patria». El obispo de Badajoz pedía la «pronta restitución de la Inquisición al ejercicio de sus funciones» para contener la «furiosa avenida» de los que quieren «vivir con más libertad y desenfreno». El obispo de Menorca se quejaba de que «los periodistas de Cádiz y de otras partes» tuvieran «las facultades para zaherir e infamar a obispos, autoridades y otras personas constituidas en alta dignidad, y éstas no la han de tener para defenderse y para revatirlos [sic] y confundirlos». El obispo de Salamanca manifestaba su «desconsuelo de leer miserables folletos en que no se perdona a la misma divinidad, se ridiculiza la gracia, la cual negada, no sé yo para qué fue la cruz del Señor...», desconfiando de los tribunales de la fe que iban a sustituir a la Inquisición, porque consideraba que no serían eficaces «para desterrar la abominable impiedad que tanto ha cundido en estos últimos tiempos». Y concluía: «En una nación católica por ley fundamental, que cierra la puerta al ejercicio de cualquier otra religión, ¿será razonable el disimulo con quien parece se jacta de no tener ninguna?». El de Orihuela, decía que lo que más le afligía era «ver cómo corre el mal y se difunde y no ver aplicado un remedio que corte tanto daño». El de León le pedía al Cardenal Borbón que interpusiera su «poderosa autoridad porque se tratasen las cosas de la religión y de sus ministros con el decoro que corresponde, castigando a los contraventores, pues de otro modo es indispensable que se vaya extinguiendo aquélla, como ha sucedido en otros reinos...». El obispo de Cuenca culpaba a los franceses de «la cizaña y mala semilla que han esparcido... en el espacio de seis años [que el prelado había estado ausente de su diócesis] con sus depravadas costumbres y perniciosa doctrina y peores ejemplos», y pedía al Cardenal «eficaces medidas a fin de contener el torrente impetuoso de las malas doctrinas y hacer observar la ley santa de Dios y los preceptos de su Iglesia, protegiendo la autoridad de los obispos y comunicando las órdenes más estrechas a las autoridades seculares y a los generales» para que «hagan observar y cumplir las leyes de la Nación y las sabias ordenanzas dadas al ejército en la parte que mira a la religión y buenas costumbres, castigando con severidad a los rebeldes, escandalosos y libertinos...». El obispo de Sigüenza también le pedía al cardenal que interviniera «que así como Dios manda que trabajemos por el bien del Estado, también quiere que no se toque en sus ungidos ni se calumnie sus profetas».
Por su parte los dos únicos obispos que apoyaron de forma decidida la abolición de la Inquisición la justificaron siguiendo la doctrina episcopalista de los ilustrados españoles. Sus cartas fueron leídas públicamente en las Cortes e incluidas en el Diario de Sesiones. El obispo de Canarias Manuel Verdugo y Albiturría escribió que «aniquilando» el Santo Oficio las Cortes de Cádiz no habían hecho «más que restituir a la dignidad episcopal su antiguo brillo e [sic] esplendor de jueces natos de la fe de sus ovejas», dándole a continuación «las más rendidas gracias a nombre de mi iglesia por haber estrechado los lazos que la unen a su pastor y a su centro y unidad, por haber ahuyentado y roto las cadenas con que la ignorancia tenía aprisionadas las artes y las ciencias, y lo que es más importante, los sólidos principios de la religión de nuestro Salvador». El obispo de Barbastro, Agustín Abad y Lasierra, fue incluso más lejos en su apoyo a la abolición pues escribió que no encontraba «motivo ni fundamento sólido» en la «oposición manifestada a los decretos emanados de las Cortes» por parte del nuncio y de los obispos que habían defendido la «conservación» de la Inquisición. Y a continuación escribió:

Este Tribunal mixto, civil y eclesiástico, pedido por el Rey y aprobado por el Papa, se estimó útil y conveniente cuando se estableció. Hoy se ha considerado no necesario e incompatible con nuestra nueva Constitución, lo ha extinguido el gobierno sustituyendo los medios que ha creído convenientes para conservar la Religión católica en su pureza. [...]
Proceder de otra forma [desobedeciendo los decretos de las Cortes] es empeorar nuestra situación, turbar el orden público de nuestra sociedad y constituirnos en la clase de facciosos y desobedientes a las legítimas potestades contra el precepto del Evangelio. [...]
Ni en los reglamentos, ni en las órdenes dictadas por el Augusto Congreso, hallo alguno que se oponga ni impida el libre ejercicio de nuestra Santa Religión, de sus divinos preceptos y loables costumbres, antes bien me persuado que todos sus decretos son quizás en las circunstancias del día los más más propios para restituir la Religión a su antigua gloria y reunir al pueblo con los vínculos de la caridad cristiana y reanimar en nuestros hermanos el celo de los primeros obispos de la Iglesia para que, restableciendo la Religión en su pureza conforme al espíritu de Jesucristo, la concordia y paz entre los fieles, logren con ella las virtudes cristianas y creencias de la fue pura que es la que nos ha de salvar.
Higueruela del Pino (1980, p. 958-960)

### La interpretación de la abolición de la Inquisición por la historiografía antiliberal
De la oposición a la abolición de la Inquisición por parte de la Iglesia surgió una corriente historiográfica proinquisitorial —«servil» la ha llamado un historiador— cuyo máximo representante fue Marcelino Menéndez Pelayo en el último tercio del siglo XIX d. C. y que tuvo sus continuadores en el siglo XX d. C., especialmente durante la dictadura franquista. En la actualidad su tesis principal de que la abolición fue una medida antirreligiosa no se sostiene como lo han demostrado las últimas investigaciones. En 1982 el historiador Antonio Álvarez de Morales ya mostraba su perplejidad sobre el hecho de que algunos autores siguieran insistiendo en ella:

Si tiene explicación que la historiografía antiliberal utilizara la abolición de la Inquisición como un arma más en la lucha política establecida contra el régimen liberal, no tiene en cambio explicación la insistencia en esta interpretación de la historiografía posterior que debía de acercarse al tema con un mínimo de objetividad, y debía haber abandonado hace tiempo fáciles recursos al pretendido volterianismo de los diputados liberales, o a su afiliación masónica, o a cualquier otra explicación maniquea. Afortunadamente las investigaciones acerca de muchos personajes del último tercio del siglo XVIII d. C. hasta las Cortes de Cádiz van dejando en claro su ortodoxia católica y la manipulación ideológica de que han sido objeto, un caso paradigmático de lo que decimos lo tenemos en el conde de Aranda tachado por esta corriente historiográfica de masón.[...] 
La religiosidad sincera de los diputados gaditanos queda fuera de duda en su interés porque la religión católica quedara protegida mediante los tribunales de fe y la persecución de los libros antirreligiosos. No vale decir como se ha dicho por algunos defensores de la Inquisición que estas normas fueron papel mojado y no se llevaron a la práctica nunca porque estas disposiciones siguieron la suerte de las demás aprobadas por las Cortes, su derogación por la reacción absolutista. Fueron precisamente los que defendieron a la Inquisición en el debate de las Cortes los que hicieron inviable llevar a la práctica lo acordado por aquellas.
Álvarez de Morales (1982, pp. 183-184)

Probablemente el libro relativamente más reciente que vuelve a sostener la tesis proinquisitorial —con abundantes citas de Menéndez y Pelayo— sea el publicado en 1975 por el profesor de Historia de la Iglesia de la Universidad de Navarra Francisco Martí Gilabert titulado La abolición de la Inquisición en España. En la conclusión del libro, tras descalificar a los que llama los «ilustrados del siglo XIX d. C.» por «añorar la libertad [comillas del autor] de los que erraron con Lutero, una libertad de pensamiento estéril y desvinculada de lo que fecunda a la misma libertad: su adhesión a la verdad», Martí Gilabert afirma que «en las Cortes de Cádiz aparece por primera vez en la historia de España el anticlericalismo» cuyo objetivo era «someter a la Religión a la tutela laica del Estado, con el pretexto de salvaguardar la fe». Y añade a continuación: «Y para tranquilizar al pueblo que consideraba a la Inquisición indispensable para salvaguardarla, los abolicionistas propusieron unos tribunales civiles protectores [comillas del autor] de la Religión, presunta fuente de intromisiones del Estado en la Iglesia». Unas páginas más adelante afirma: «Para los ilustrados anticristianos la Inquisición era anticuada e inútil. La idea de herejía considerada como mal social, había sido sustituida en el fondo, por la indiferencia religiosa del Estado, por más que se cuidaran aún las apariencias». En cuanto a la masonería Martí Gilabert dice que «si se ha exagerado en ocasiones la influencia de la masonería, estimo que tampoco se la puede descartar totalmente». Martí Gilabert sostiene a continuación que los liberales de Cádiz estuvieron motivados por un «complejo de inferioridad», «fruto de mimetismo a las figuras y corrientes de pensamiento francesas», del que «surgió un desprecio al pasado español que estimaban irracional llevado hasta las costumbres populares» —pone como ejemplo «la aversión a las corridas de toros»—. «En la correspondencia de los intelectuales españoles con los extranjeros se observa, frecuentemente, estar muy pendientes de los elogios y reproches de allende las fronteras», afirma a continuación. El libro concluye con la siguiente defensa de la Inquisición y la subsiguiente condena, «desde el punto de vista canónico», de la abolición decretada por las Cortes de Cádiz, restando de paso importancia al peso que entonces tenía la institución:

A la Inquisición, como a todas las instituciones, hay que juzgarla con la mentalidad de la época en que nació y se desarrolló, de lo contrario resulta incomprensible. En definitiva, fue fruto de una realidad social: una fe profunda y la consideración de la herejía como mal público. [...] Por eso todo el mundo estaba entonces de acuerdo en que se castigara la traición a la religión como un enorme delito. A nadie extrañaba tal proceder. Si ahora se acepta el castigo a los que adulterando alimentos o medicamentos conspiran contra la salubridad pública, entonces aceptaban todos el castigo a los adulteradores que conspiran contra la salud y la salvación de las almas.[...]

Desde el punto de vista canónico, lo que se hizo en Cádiz —abolir unilateralmente el Santo Oficio— fue una usurpación por parte de un tribunal civil de una materia eclesiástica o mixta. Por el decreto de 22 de febrero de 1813 se sancionaba oficialmente la muerte de una institución que, por diversas razones, ya no cumplía sus objetivos, y que, en cierto modo, estaba ya muerta al finalizar el siglo XVIII d. C., después de haber desempeñado su misión durante tres centurias.
Martí Gilabert (1975, pp. 349-351)

## El restablecimiento de la Inquisición y la tercera abolición (1814-1820)

### Los últimos años de actividad de la Inquisición

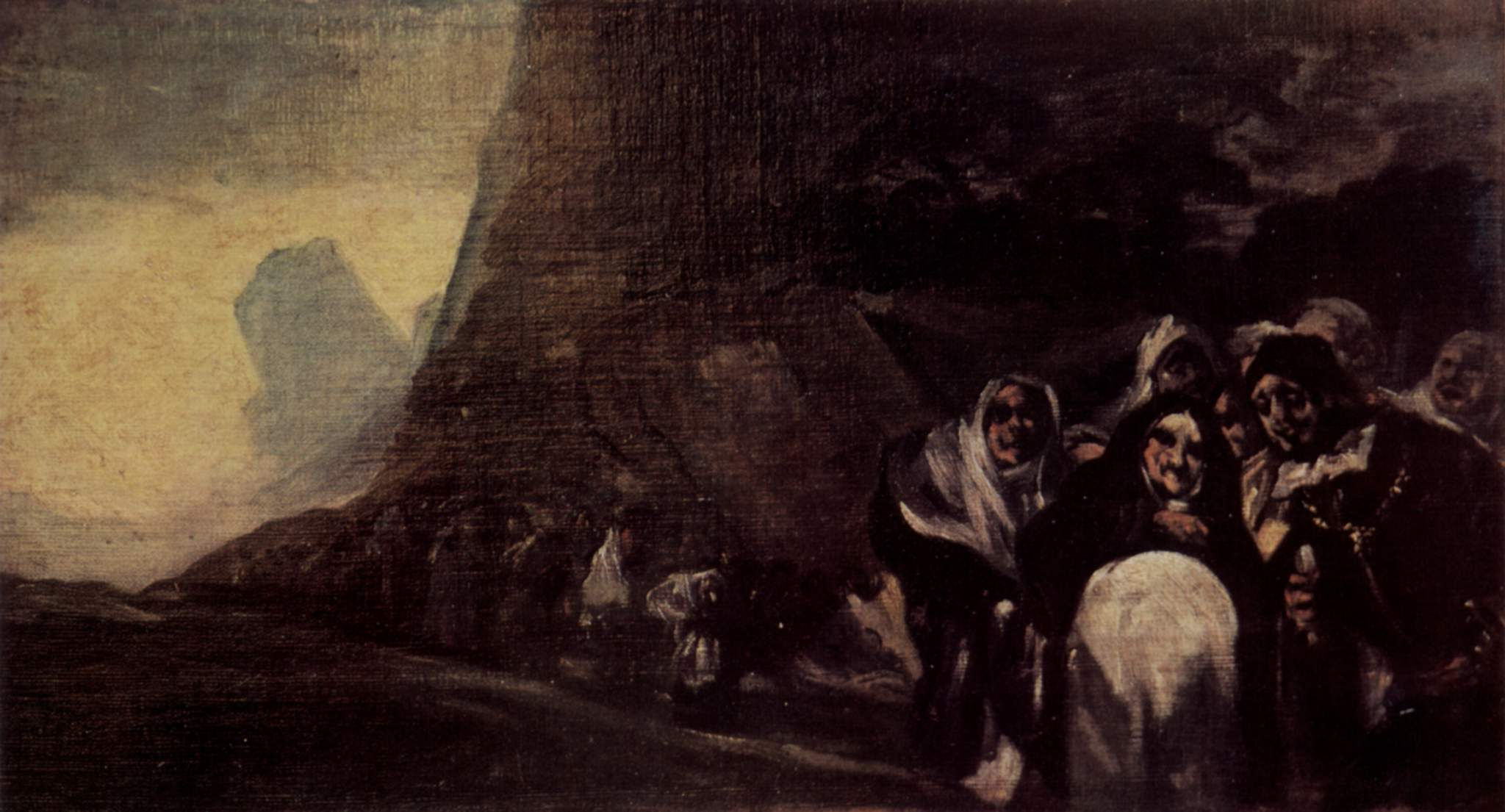
«Procesión del Santo Oficio» de las Pinturas Negras de Francisco de Goya.

Tras su regreso a España en marzo de 1814, Fernando VII promulgó un decreto fechado en Valencia el 4 de mayo de 1814 en el que puso fin a la revolución liberal de las Cortes de Cádiz. En el mismo declaraba la Constitución de 1812 y todos los decretos de las Cortes «nulos, de ningún valor y efecto…, como si no hubiesen pasado jamás tales actos y se quitasen de en medio del tiempo». Dos meses y medio después de «esta muestra de poder casi divino (el rey declaraba inexistente lo ya ocurrido)» y en el que «no se podía expresar de forma más contundente el deseo del retorno de la monarquía absoluta», Fernando VII firmó un decreto en el que restablecía «el Consejo de Inquisición y los demás tribunales del Santo Oficio al ejercicio de su jurisdicción, guardando el uso y ordenanzas con que se gobernaba en el año de 1808». El restablecimiento de la Inquisición se justificaba así en el decreto:

La Inquisición es el medio más eficaz para preservar a mis súbditos de las divisiones internas y hacer que vivan en paz y tranquilidad; por consiguiente, considero muy oportuno en las circunstancias presentes devolver su jurisdicción al tribunal del Santo Oficio.
Pérez (2012, p. 92)

El restablecimiento de la Inquisición se completó en septiembre de 1814 con el nombramiento de Francisco Javier de Mier y Campillo, obispo de Almería, como nuevo inquisidor general, un clérigo fiel a Roma y al rey. Mier publicó un edicto de fe el 5 de abril de 1815 en el que afirmó que no iba empezar su tarea «con el fuego y el hierro» y prometió la libre absolución a las personas que antes de fin de año se autodenunciaran y delataran a otras que hubieran incurrido en el mismo error. «Todo parece indicar que la Inquisición no actuó ahora con la dureza de otro tiempo. Casi todos los autoinculpados de algún delito, incluso cuando se trataba de proposiciones en otro tiempo calificadas de injuriosas a la religión, fueron absueltos o simplemente amonestados u obligados a penitencias espirituales relativamente llevaderas. En muchos casos no se llegó a emitir sentencia… porque se consideró necesario recabar nuevas pruebas, o porque se tuvo por sospechoso al delator o se le atribuyó escasa credibilidad». Por ejemplo, «en 1817 se juzgó en Sevilla a Lorenzo Ayllón por agraviar a un sacerdote mientras decía misa e intentar arrebatarle la hostia. En otro tiempo, este individuo hubiera ido a la hoguera, pero ahora se le absolvió ad cautelam y se le condenó a dos años de presidio, seguidos de seis meses de destierro». No obstante, «la Inquisición seguía siendo temible para buena parte de la población. Prueba de ello es que las denuncias y declaraciones espontáneas de autoinculpación no cesaron en esos años» y «los tribunales provinciales mantuvieron su actividad».
Sin embargo, la Inquisición no mostró la misma moderación cuando se trataba de castigar a los masones. Una de las obsesiones de Mier y Campillo era la masonería y la condenó en dos edictos publicados a principios de 1815, siguiendo las directrices de la Santa Sede. Acusó a los masones de conspirar «no solamente contra los tronos, sino mucho más contra la religión» y alentó a la población a que los delatara, garantizándoles el secreto. Se produjeron muchas denuncias, algunas falsas, y también autoinculpaciones, que llevaron al cierre de logias y a la confiscación de sus bienes. A los masones extranjeros se los expulsó de España y a los españoles se les obligó a realizar ejercicios espirituales. Sin embargo, hubo masones que no recibieron un trato tan benévolo, como le sucedió al militar liberal Juan van Halen que en 1817 fue torturado durante dos días tras ser detenido por la Inquisición. El propio van Halen narró su experiencia diez años después y Pío Baroja se ocupó de su caso en Juan van Halen, el oficial aventurero.
Tampoco se mostró benévola con los liberales. En 1817 fue detenido por la Inquisición española el científico liberal Casiano de Prado, acusado de «proposiciones» (formular ideas contrarias a la religión católica) y de leer con frecuencia libros prohibidos. Pasó 400 días recluido e incomunicado en las cárceles secretas de la Inquisición de Santiago de Compostela. Ni siquiera se le dejó contactar con su madre y tampoco se le permitió que leyera libros relacionados con las ciencias naturales «y si pedía en esto alguna gracia, se me reputaba de criminal», como él mismo declaró en un artículo publicado tres años después durante el Trienio Liberal. Francisco de Goya tuvo que comparecer ante el tribunal de la Inquisición en marzo de 1815 para confirmar que era el autor de los cuadros La maja vestida y La maja desnuda y manifestar con qué intención los pintó.
El 20 de mayo de 1818 falleció el inquisidor general Mier y Campillo y fue sustituido en el cargo, por el obispo de Tarazona Jerónimo Castillón y Salas, que sería el último inquisidor general, porque tras el triunfo del pronunciamiento de Riego y el restablecimiento de la Constitución de 1812 en marzo de 1820, la Inquisición fue abolida y ya no sería restaurada.

### La abolición de la Inquisición

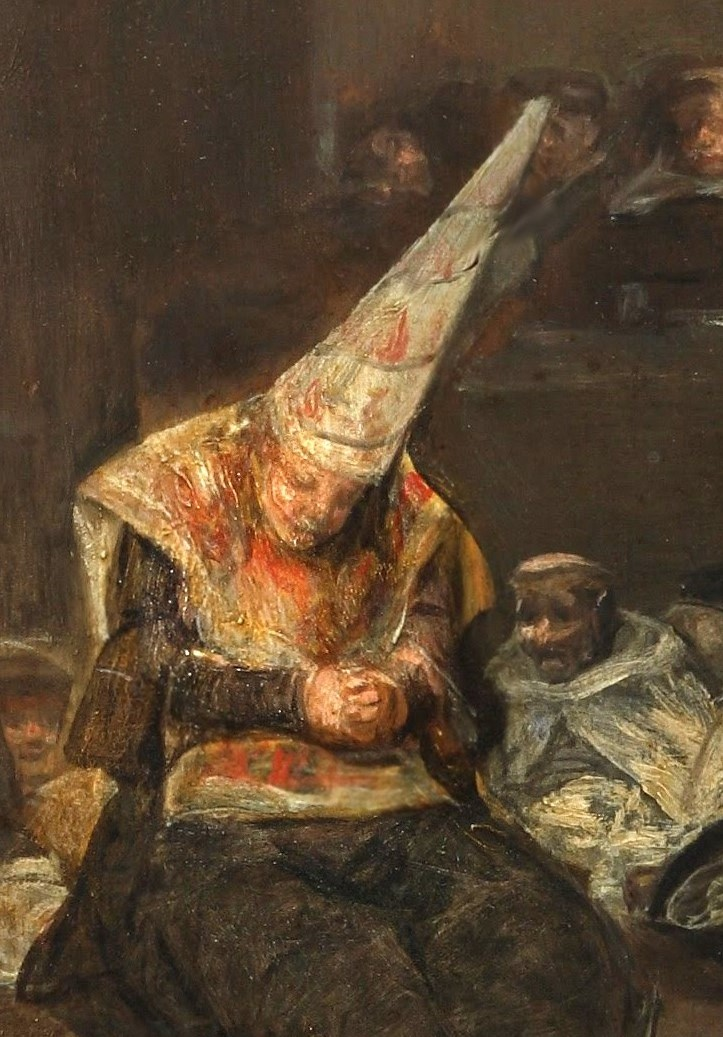
Condenado por la Inquisición española con un sambenito y una coroza en un auto de fe (Goya).

El 8 de marzo de 1820 se publicó en la Gaceta de Madrid el decreto que restablecía la Constitución de 1812 —«Me he decidido a jurar la Constitución, promulgada por las Cortes generales y extraordinarias en el año 1812», declaraba el rey— seguida de la orden de que se pusiera en libertad «a todos los que se hallen presos o detenidos en cualquier punto del Reyno por opiniones políticas». Inmediatamente grupos de personas se apresuraron a liberarlos, pero no se dirigieron a las cárceles reales sino solo a las de la Inquisición. En Madrid, según informó un periódico, «vieron la luz del día y respiraron el aire de la libertad siete individuos que gemían en aquellos lóbregos calabozos». Mesonero Romanos, menos solemne, describe con cierta ironía los escasos resultados obtenidos por quienes se proponían dar libertad a quienes suponían presos atormentados en la cárcel inquisitorial madrileña, no encontrando en ella «alma viviente ni cuerpo moribundo» a excepción del presbítero francés Luis Ducós, rector del hospital de San Luis de los Franceses, exaltado absolutista y autor de obras tales como la Historia cierta de la secta de los franc-masones y la Historia del judío errante, dedicada al infante Carlos María Isidro de Borbón.
Solo un día después, el 9 de marzo de 1820, el rey promulgaba el decreto de supresión de la Inquisición y del Consejo de la Suprema que la gobernaba, pasándose a la jurisdicción de los obispos las causas de herejía, como había hecho el decreto de las Cortes de Cádiz de 1813, aunque sin establecer ningún tipo de «Tribunales protectores de la fe». Así el último acto que realizó la Suprema fue la confirmación, el 10 de febrero de 1820, de la sentencia de quince días de ejercicios espirituales en un convento dictada por el Tribunal de Toledo contra el párroco de Torrejón del Rey acusado de «delitos de proposiciones y propagar doctrinas religiosas contrarias al sentir de la Iglesia».
El 10 de marzo la multitud asaltaba los palacios de la Inquisición en Valencia, Sevilla, Barcelona y Palma de Mallorca (en esta última ciudad fue el propio obispo Pedro González Vallejo el que había acudido con un capitán y con un juez para cerrar el tribunal de la Inquisición y los expedientes y los libros prohibidos corrieron de mano en mano por los cafés y tertulias de Palma). Un día antes había ocurrido lo mismo en Zaragoza y el único preso de la cárcel inquisitorial fue puesto en libertad por orden de la Junta de Aragón. Según Francisco Javier Solans, los asaltos a las cárceles de la Inquisición desempeñaron el mismo papel simbólico de aniquilamiento del despotismo que la toma de la Bastilla de la Revolución Francesa, pues como la prisión real parisina «la Inquisición encarnaba la intolerancia, la arbitrariedad y la violencia del Antiguo Régimen». En muchos lugares los asaltos fueron seguidos de «mascaradas y procesiones con burros vestidos de negro que representaban a los inquisidores». También se representaron obras de teatro como La Inquisición en la que aparecía el propio Rafael del Riego, el «héroe de las Cabezas de San Juan», liberando a un preso de la cárcel del Santo Oficio.
Los que asaltaron las sedes de los tribunales de la Inquisición, contando con la tolerancia de las autoridades, no se limitaron a liberar a los presos sino que entraron en los archivos donde se apoderaron de documentos y de libros prohibidos, pero sin que hubiera ninguna violencia contra las personas. Según Emilio La Parra y María Ángeles Casado, «debido al secretismo de la Inquisición y a la mancha en el honor de las familias de los condenados, era esperable la avidez de la población por saber qué guardaba el terrible tribunal». «Estos actos fueron asimismo una explosión de ira acumulada durante tanto tiempo contra un tribunal odiado por muchos y temido por todos. Y no cabe excluir cierto tinte de reacción desacralizadora… La población, por fin, podía irrumpir en el núcleo de la institución represora, en un espacio que le había estado vedado durante siglos, un lugar sagrado».
El decreto de 1820, a diferencia de lo ocurrido con el decreto de las Cortes de Cádiz de 1813, fue generalmente bien acogido. Algo que percibió el nuncio Giacomo Giustiniani que no se opuso a la medida —«empeñarse en acometer» la defensa de la Inquisición hubiera repercutido en «desprestigio de la Santa Sede y, por tanto, el de la religión», escribió—, aunque por dos razones más importantes para él. En primer lugar, porque la Inquisición restaurada en 1814 había descuidado su objetivo fundamental al dedicarse sobe todo a la persecución de los disidentes políticos –convirtiéndose en una «Inquisición política del Estado», según sus propias palabras—, y, en segundo lugar, porque había actuado sin seguir las directrices del papa, por ejemplo, al «censurar o acusar de herejía obras perfectamente ortodoxas». En el despacho del 17 de marzo de 1820 enviado a Roma Giustiniani escribió:

Por otra parte, yo, que he tenido la ocasión de conocer de cerca la organización y el sistema de este tribunal en España, confesaré escuetamente que ni lo uno ni lo otro eran demasiado admirables, y que en los días de hoy había pasado a ser solamente una Inquisición política del Estado, bien distinta de aquella que debería haber sido... Incluso, tiempo atrás, le hice algunas observaciones al inquisidor general, indicándole cuán necesario era moderar también ciertas formalidades externas siguiendo el transcurso del tiempo y sobre todo que se abstuviese completamente de actividades políticas.
Higueruela del Pino (1980, p. 963)

Giustiniani concluyó: «La abolición del Santo Oficio no compromete por tanto, al menos aparentemente, por ahora, la pureza de la fe católica». El nuncio tampoco se opuso al decreto de 20 de marzo de 1820 que declaraba propiedad de la nación los bienes del Santo Oficio y que los destinaba al pago de la deuda pública.
Roma aprobó la política del nuncio y una comisión creada al efecto dictaminó: «no hay lugar a lamentarse de la no existencia de la Inquisición en España, porque había grandemente degenerado de su fin, sirviendo sobre todo a objetos políticos y mostrándose en toda ocasión contraria a la Santa Sede». En sintonía con esta postura, los obispos españoles tampoco presentaron ninguna protesta contra el decreto de abolición de la Inquisición, reaccionando de forma muy distinta a como lo hicieron en 1813. Tampoco se opuso el propio inquisidor general Jerónimo Castillón y Salas, quien abandonó Madrid para marcharse con sus subordinados a su sede episcopal, Tarazona. Según Francisco Javier Ramón Solans, los obispos no protestaron porque la orden provenía del rey y había sido refrendada por el Papa, pero también porque la abolición de la Inquisición suponía reforzar su poder ya que eliminaba una jurisdicción eclesiástica en sus diócesis y además eran ellos los que asumían las funciones de censura del Santo Oficio sobre los escritos religiosos según la ley de imprenta aprobada por las Cortes de Cádiz. De hecho algunos prelados se apresuraron a publicar edictos renovando las prohibiciones de los libros condenados por la Inquisición y la Santa Sede.
El cardenal arzobispo de Toledo Luis María de Borbón y Vallabriga fue llamado por los liberales para presidir la Junta Consultiva Provisional sobre los asuntos del clero y como en 1813 envió una carta a todos los obispos sobre la formación de las juntas diocesanas de censura que deberían ocuparse de las materias de fe, tratando de conciliar «los intereses de la Religión con la libertad de imprenta y la personal de los ciudadanos». A lo largo del mes de enero de 1821 contestaron 40 de los 59 obispos que había en España. La mayoría aceptaron con mayor o menor resignación las medidas adoptadas, mientras que una minoría las apoyó —el de Sigüenza alabó las «reglas establecidas para conservar en el pueblo cristiano la pureza de los dogmas, la santidad de las costumbres y uniformidad de disciplina eclesiástica»— y otra minoría más amplia las rechazó —cuatro obispos, los de León, Valencia, Orihuela y Oviedo, fueron expulsados por orden del gobierno; otro dos, el de Lérida y el de Zaragoza, desterrados o confinados; y uno, el de Pamplona, que pidió que se restableciese la Inquisición «aunque se le mudase el nombre», se exilió voluntariamente en Francia— o, admitiéndolas, actuó con rigor en la censura que ejerció por su cuenta, para «oponerse al torrente de males que amenazan a nuestra amada España», como escribió el obispo de Ceuta, y quejándose, como hizo el obispo de Teruel, de que «cualquier ciudadano, sea de la clase y condición que sea, tiene más consideración personal que cualquier eclesiástico» y advirtiendo, como el de Lugo, de «los daños espirituales que la ignorancia o malicia pudiese causarles [a los fieles] por la falta de Tribunal que antes conocía de las causas de Fe» —el obispo de Osma actuó como si la Inquisición no hubiera sido suprimida, renovando «las mismas prohibiciones bajo las mismas penas espirituales», y se felicitó de que en su diócesis no se hubiera publicado «periódico alguno»—.
La aceptación de la supresión de la Inquisición no quería decir que el papado, el nuncio y los obispos españoles aceptaran los principios del liberalismo, como la libertad de imprenta, pues como dijo el obispo de Segovia «que sin embargo de haberse prohibido el Santo Oficio de la Inquisición… subsisten en su fuerza y vigor las prohibiciones de leer y retener libros que por su mala doctrina emanaron de aquel Tribunal».

## Las «Juntas de Fe» y la cuarta y última abolición (1823-1834)

### La decisión de no restablecer la Inquisición
El 1 de octubre de 1823 el rey Fernando VII era «liberado» por el ejército de los Cien Mil Hijos de San Luis enviado por la Santa Alianza para restaurar por segunda vez la Monarquía absoluta. Como el propio rey consignó en su diario, ese día «recobré mi libertad y volví a la plenitud de mis derechos que me había usurpado una facción». Pero cuando ese mismo día promulgó los decretos por los que anulaba todas las disposiciones y actos del Trienio Liberal, no mencionó el restablecimiento de la Inquisición, ni se dieron órdenes al inquisidor general para que acudiera a la corte, ni se reconstituyó el Consejo de la Suprema Inquisición.

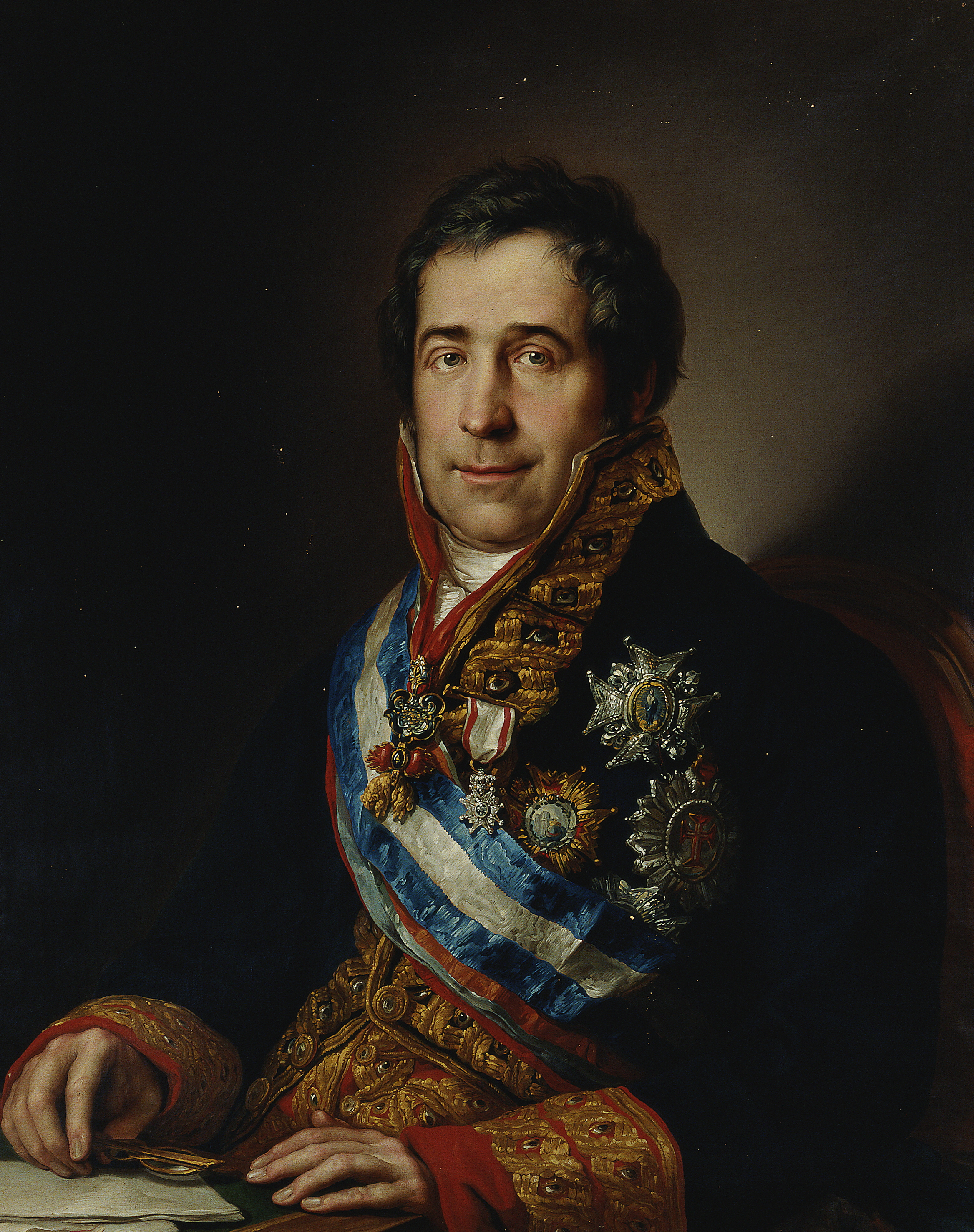
Retrato de Francisco Tadeo Calomarde, por Luis de la Cruz y Ríos (copia de Vicente López), Secretario de Estado Gracia y Justicia de Fernando VII.

La decisión de Fernando VII de no restablecer la Inquisición se debió a dos factores. El primero fue la presión de las potencias de la Santa Alianza. El duque de Angulema, comandante en jefe de los Cien Mil Hijos de San Luis, había recibido instrucciones expresas del gobierno de Luis XVIII para que impidiera la vuelta de la Inquisición, pues como le dijo el ministro francés de Asuntos Exteriores, Chateaubriand, en una carta, al embajador francés en San Petersburgo: «no consentiremos que nuestras victorias se mancillen con proscripciones, ni que las hogueras de la Inquisición sean las aras levantadas a nuestros triunfos». La Santa Alianza que había «rescatado» a Fernando VII no estaba dispuesta al retorno de un tribunal que representaba la intolerancia religiosa y que estaba completamente desacreditado ante la opinión pública europea.
El segundo factor fueron los planes de Fernando VII para reforzar su poder personal rodeándose de un bloque de partidarios incondicionales suyos —los «realistas moderados» o mejor «realistas fernandinos»— que no pertenecieran al sector ultraabsolutista que había surgido durante el Trienio. La Inquisición era probable que se convirtiera en uno de los bastiones de ese sector ultra, cuyo lema era precisamente «Viva el rey absoluto e Inquisición», por lo que no le interesaba al rey restablecerla. Y además para acabar con los liberales, que eran su auténtica preocupación no la unidad religiosa de España, no necesitaba a la Inquisición pues disponía de un instrumento más eficaz y más fiel: la Superintendencia General de Policía creada en octubre de 1823 bajo el nombre de Superintendencia de Vigilancia Pública y que adoptó esa denominación definitiva en enero de 1824, bajo la dependencia de la Secretaría de Estado de Gracia y Justicia a cuyo frente estuvo hasta el final del reinado Francisco Tadeo Calomarde, fiel servidor de Fernando VII. Asimismo contaba con las Comisiones Militares encargadas también de controlar a los partidarios «de la constitución publicada en Cádiz» y con las Juntas de Purificaciones, cuya misión era depurar de liberales la Administración.

### Las «Juntas de Fe»

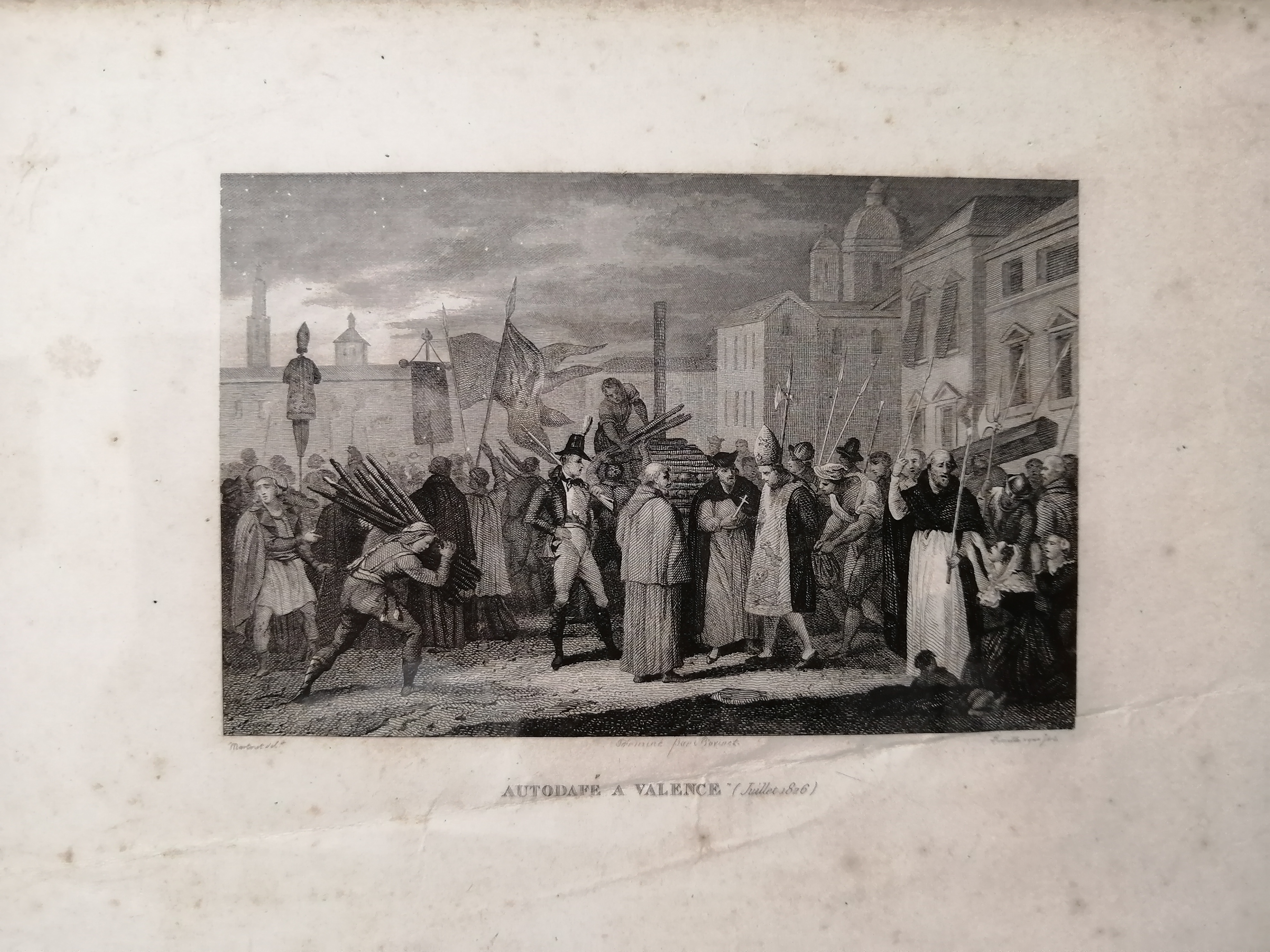
Grabado titulado «Autodafé a Valence (Juillet 1826)» que supuestamente reproduciría la ejecución por herejía del maestro valenciano Cayetano Ripoll, pero que en realidad representa un auto de fe de la Inquisición (el reo lleva un sambenito y va a ser quemado en la hoguera). Ripoll fue ahorcado por una sentencia de la Junta de Fe de la diócesis de Valencia y su cadáver solo fue "quemado" simbólicamente. La ejecución de Ripoll tuvo lugar en la plaza del Mercado de Valencia, y los edificios, seguramente inventados, que aparecen en el grabado no son los de esa céntrica plaza de la ciudad.

Desde la entrada en España de los Cien Mil Hijos de San Luis en abril de 1823 la mayor parte de los obispos y del clero, así como militares, cuerpos de Voluntarios Realistas, distintas instituciones provinciales y locales e incluso universidades, habían desplegado una intensa campaña reclamando el restablecimiento de la Inquisición, en la que también participó el último inquisidor general Jerónimo Castillón y Salas. En el periódico El Restaurador dirigido por fray Manuel Martínez Ferro se decía en referencia al Santo Oficio: «Dicen que quemaba y ¿qué labrador no quema la mala yerba para descastarla?». En 1825 la mayoría de los obispos reafirmaron su idea de que la Inquisición, y no la policía, era el único medio para «conservar la pureza de la religión», «arrancar la perversa cizaña del error y la inmoralidad», «descubrir la masonería y los enemigos del Altar y el Trono», «contener la peste de libros, de libertades y desvergüenzas que todo lo manchan». El recién creado Consejo de Estado también se pronunció a favor del restablecimiento de la Inquisición, como lo había hecho antes el Consejo de Castilla.
Al no restablecerse la Inquisición algunos obispos tomaron la iniciativa de crear las Juntas de Fe. Se trataba de unos tribunales eclesiásticos diocesanos que intentaron asemejarse a la Inquisición y que pudieron funcionar gracias a la complicidad de las autoridades civiles locales pues no tenían ningún respaldo legal. Sus objetivos eran «la defensa del altar y del trono, el mantenimiento de la unidad religiosa del país y la salvaguarda de los valores tradicionales». La primera Junta de Fe y la más activa fue la de la diócesis de Valencia, que se haría tristemente célebre en Europa por haber condenado a muerte a Cayetano Ripoll, el último ejecutado en España por el llamado delito de herejía.
Siguiendo el ejemplo de Valencia, se crearon Juntas de Fe en otras dos diócesis, la de Tarragona, por iniciativa del arzobispo ultra Jaime Creus, y la de Orihuela. Pero el gobierno reaccionó ordenando el «cese en sus funciones» porque carecían de la aprobación del rey, aunque el tribunal de la Fe de Valencia, incluso después del escándalo provocado en Europa por la ejecución de Cayetano Ripoll, mantuvo su actividad gracias a la tolerancia del ministro de Gracia y Justicia Tadeo Calomarde. Por su parte el nuncio Giacomo Giustiniani siguió con su proyecto de, sobre la base de las Juntas de Fe, establecer un organismo –denominado Junta Superior de Fe– parecido a la Inquisición, aunque «sin usar de nombres que susciten prejuicios ni aterrorizar», destinado a «preservar intacto el depósito de la Fe Católica y a inquirir contra todos los que atenten contra ella». Aunque el organismo no llegó a crearse, los obispos continuaron ejerciendo la censura de escritos y emitiendo sentencias por causas de fe, que podían ser recurridas al tribunal de la Rota de la nunciatura apostólica de Madrid, lo que fue refrendado por el rey mediante una ley de 6 de febrero de 1830.

### La abolición definitiva de la Inquisición

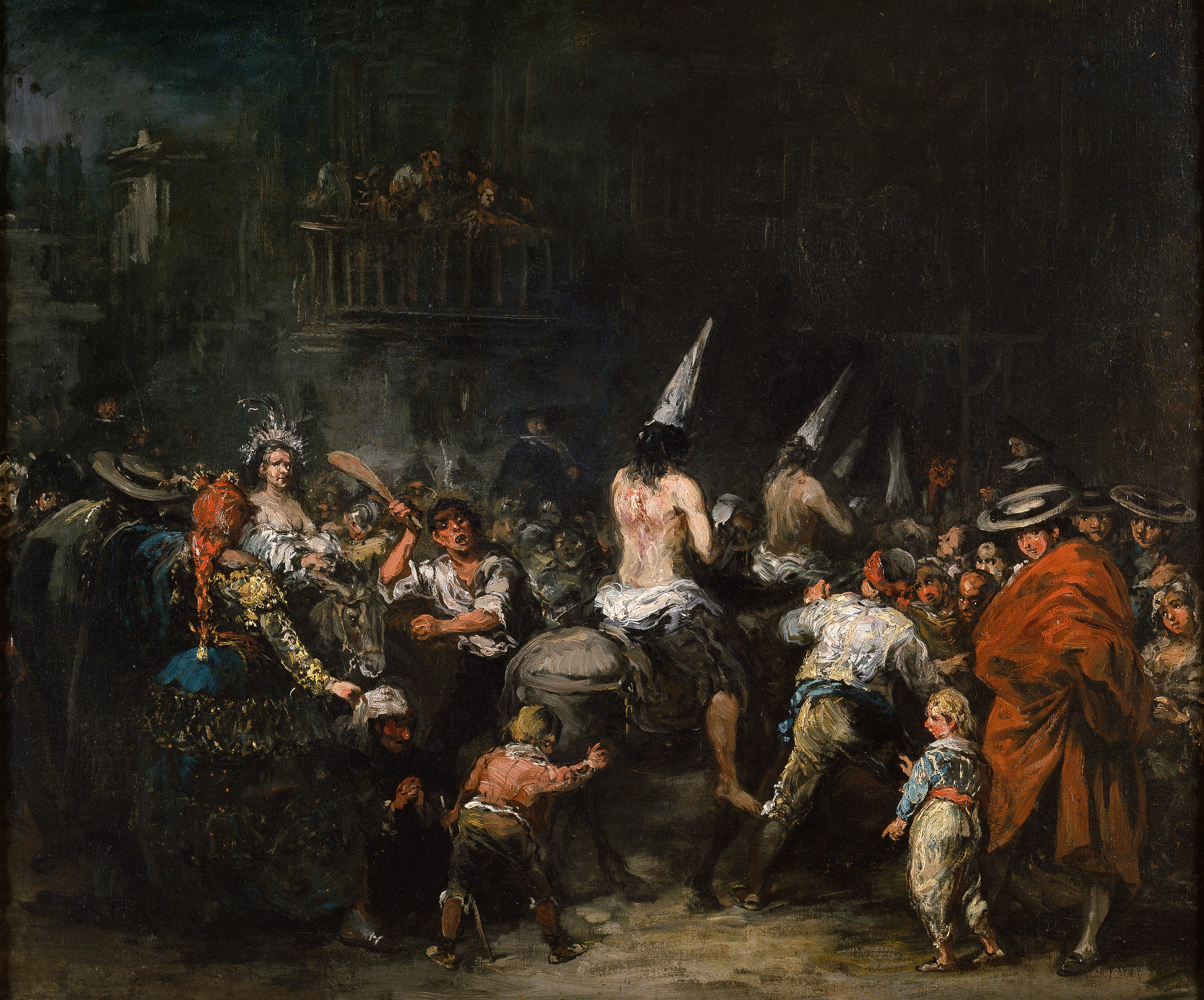
«Condenados por la Inquisición», de Eugenio Lucas (Museo del Prado). «La Inquisición generalmente condenaba al culpable a ser “azotado mientras recorría las calles”, en cuyo caso (si se trataba de un varón) tenía que aparecer desnudo hasta la cintura, a menudo montado sobre un asno para que sufriera una mayor deshonra, siendo debidamente azotado por el verdugo con el número señalado de latigazos. Durante este recorrido por las calles, los transeúntes y los chiquillos mostraban su odio por la herejía tirando piedras a la víctima.

El apoyo que dieron los sectores ultrarrealistas a Carlos María Isidro de Borbón en su reclamación de la Corona española, tras la muerte de su hermano Fernando VII el 29 de septiembre de 1833, y que provocó la primera guerra carlista, obligó a la regente María Cristina de Borbón, viuda de Fernando VII, a buscar el apoyo de los liberales moderados para defender el trono de su hija Isabel, de tres años de edad. En este contexto, en el que los carlistas gritaban «Viva Carlos V, viva la religión, viva la Inquisición, muera la policía», se produjo la promulgación el 15 de julio de 1834 por el gobierno del liberal moderado Francisco Martínez de la Rosa del decreto por el que se suprimía «definitivamente» la Inquisición española, que había sido redactado por el ministro de Gracia y Justicia Nicolás María Garelli y que la regente María Cristina firmó sin poner ninguna objeción.
Se ha afirmado que el decreto era innecesario porque la Inquisición llevaba ya catorce años suprimida por lo que sería un «mero gesto político». Sobre esta cuestión Emilio La Parra y María Ángeles Casado afirman lo siguiente:

Conviene tener en cuenta, no obstante, que en 1834, en plena guerra carlista, una guerra que se desarrollaba en muy distintos frentes y no solo el militar, la Inquisición tenía todavía gran fuerza entre los seguidores de Don Carlos (los apostólicos o realistas exaltados de años anteriores). En los primeros meses de la regencia de María Cristina, al igual que había ocurrido en la década final de reinado de Fernando VII, los carlistas la defendieron y pretendieron restaurarla. Los liberales la consideraron un fantasma del pasado. […] No era descabellado… que los políticos liberales [moderados]… consideraran necesario sacar un decreto que aboliera definitivamente la Inquisición. Entre otras razones, y tal vez no sea la menor, porque esta formalidad les era muy útil, pues a los ojos de la mayoría marcaba sus diferencias con los carlistas [que reclamaban la restauración de la Inquisición, aunque don Carlos no la restableció en el territorio que controló].
La Parra López y Casado (2013, pp. 196-199)

La Gaceta de Madrid publicó el decreto de abolición el 17 de julio de 1834. Ese mismo día por la tarde estalló en Madrid, en aquellos momentos una ciudad asolada por el cólera, un motín anticlerical cuyos participantes hacían responsables de la epidemia a las órdenes religiosas, como franciscanos, dominicos y jesuitas, que tanto habían colaborado con la Inquisición a lo largo de su historia. El resultado fue la matanza de frailes en Madrid de 1834 —más de 70 religiosos fueron asesinados—.
El 1 de julio de 1835 fueron abolidas las Juntas de Fe diocesanas ya que, según el decreto, «eran otros tantos tribunales inquisitoriales, encargados de conocer de todo delito de que antes conocía la extinguida Inquisición, de castigarlo con penas espirituales y aun corporales, y de guardar en su ministerio el más inviolable sigilo».
En 1836 Mariano José de Larra escribió el epitafio de la Inquisición:Pérez (2012, pp. 92)

Aquí yace la Inquisición, hija de la fe y del fanatismo, murió de vejez.